# Liste des sélectionnés en équipe d'Afrique du Sud de rugby à XV
La liste des joueurs sélectionnés en équipe d'Afrique du Sud de rugby à XV comprend 843 joueurs au 12 novembre 2024, le dernier étant Quan Horn retenu pour la première fois en équipe nationale le 20 juillet 2024 contre le Portugal. Le premier Sud-Africain sélectionné est Fred Alexander le 30 juillet 1891 contre les Lions britanniques et irlandais. L'ordre établi prend en compte la date de la première sélection, puis la qualité de titulaire ou remplaçant et enfin l'ordre alphabétique.

## 1à 100

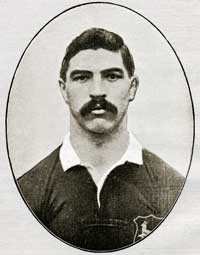
Paul Roos

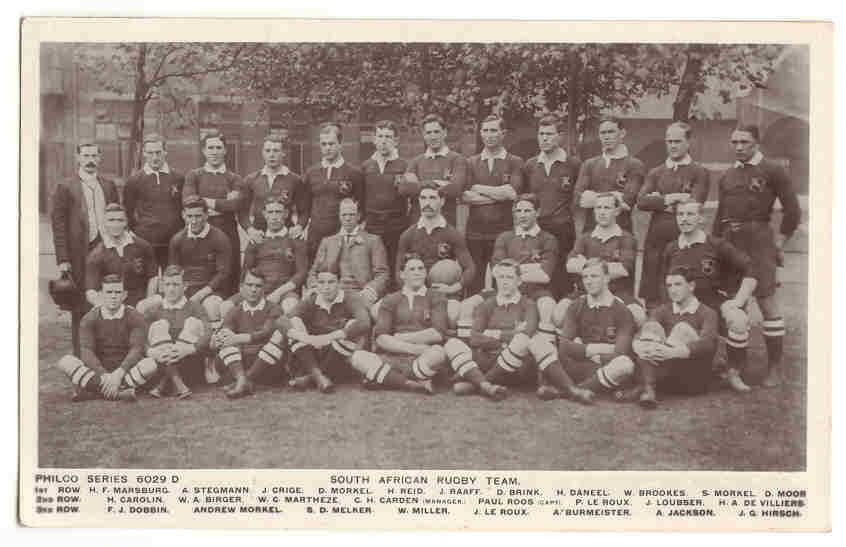
Équipe d'Afrique du Sud de rugby à XV en 1906.

| No  | Nom                     | Première sélection                                              | Dernière sélection                                              | Matchs | Points |
| --- | ----------------------- | --------------------------------------------------------------- | --------------------------------------------------------------- | ------ | ------ |
| 1   | Fred Alexander          | le 30 juillet 1891 contre les Lions britanniques et irlandais   | le 29 août 1891 contre les Lions britanniques et irlandais      | 2      | 0      |
| 2   | Bill Bisset             | le 30 juillet 1891 contre les Lions britanniques et irlandais   | le 5 septembre 1891 contre les Lions britanniques et irlandais  | 2      | 0      |
| 3   | Harry Boyes             | le 30 juillet 1891 contre les Lions britanniques et irlandais   | le 29 août 1891 contre les Lions britanniques et irlandais      | 2      | 0      |
| 4   | Herbert Hayton Castens  | le 30 juillet 1891 contre les Lions britanniques et irlandais   | le 30 juillet 1891 contre les Lions britanniques et irlandais   | 1      | 0      |
| 5   | Tiger Devenish          | le 30 juillet 1891 contre les Lions britanniques et irlandais   | le 30 juillet 1891 contre les Lions britanniques et irlandais   | 1      | 0      |
| 6   | Ben Duff                | le 30 juillet 1891 contre les Lions britanniques et irlandais   | le 5 septembre 1891 contre les Lions britanniques et irlandais  | 3      | 0      |
| 7   | Frank Guthrie           | le 30 juillet 1891 contre les Lions britanniques et irlandais   | le 30 juillet 1896 contre les Lions britanniques et irlandais   | 3      | 0      |
| 8   | Frank Hamilton          | le 30 juillet 1891 contre les Lions britanniques et irlandais   | le 30 juillet 1891 contre les Lions britanniques et irlandais   | 1      | 0      |
| 9   | Edward Little           | le 30 juillet 1891 contre les Lions britanniques et irlandais   | le 5 septembre 1891 contre les Lions britanniques et irlandais  | 2      | 0      |
| 10  | Japie Louw              | le 30 juillet 1891 contre les Lions britanniques et irlandais   | le 5 septembre 1891 contre les Lions britanniques et irlandais  | 3      | 0      |
| 11  | George Merry            | le 30 juillet 1891 contre les Lions britanniques et irlandais   | le 30 juillet 1891 contre les Lions britanniques et irlandais   | 1      | 0      |
| 12  | Alfred Richards         | le 30 juillet 1891 contre les Lions britanniques et irlandais   | le 5 septembre 1891 contre les Lions britanniques et irlandais  | 3      | 0      |
| 13  | Mosey van Buuren        | le 30 juillet 1891 contre les Lions britanniques et irlandais   | le 30 juillet 1891 contre les Lions britanniques et irlandais   | 1      | 0      |
| 14  | Oupa Versfeld           | le 30 juillet 1891 contre les Lions britanniques et irlandais   | le 5 septembre 1891 contre les Lions britanniques et irlandais  | 3      | 0      |
| 15  | Chubb Vigne             | le 30 juillet 1891 contre les Lions britanniques et irlandais   | le 5 septembre 1891 contre les Lions britanniques et irlandais  | 3      | 0      |
| 16  | Arthur de Kock          | le 29 août 1891 contre les Lions britanniques et irlandais      | le 29 août 1891 contre les Lions britanniques et irlandais      | 1      | 0      |
| 17  | Fairy Heatlie           | le 29 août 1891 contre les Lions britanniques et irlandais      | le 12 septembre 1903 contre les Lions britanniques et irlandais | 6      | 6      |
| 18  | Jackie Powell           | le 29 août 1891 contre les Lions britanniques et irlandais      | le 5 septembre 1903 contre les Lions britanniques et irlandais  | 4      | 0      |
| 19  | Bob Shand               | le 29 août 1891 contre les Lions britanniques et irlandais      | le 5 septembre 1891 contre les Lions britanniques et irlandais  | 2      | 0      |
| 20  | Toski Smith             | le 29 août 1891 contre les Lions britanniques et irlandais      | le 29 août 1896 contre les Lions britanniques et irlandais      | 3      | 0      |
| 21  | Dan Smith               | le 29 août 1891 contre les Lions britanniques et irlandais      | le 29 août 1891 contre les Lions britanniques et irlandais      | 1      | 0      |
| 22  | Bob Snedden             | le 29 août 1891 contre les Lions britanniques et irlandais      | le 29 août 1891 contre les Lions britanniques et irlandais      | 1      | 0      |
| 23  | Wilfred Trenery         | le 29 août 1891 contre les Lions britanniques et irlandais      | le 29 août 1891 contre les Lions britanniques et irlandais      | 1      | 0      |
| 24  | Charlie Chignell        | le 5 septembre 1891 contre les Lions britanniques et irlandais  | le 5 septembre 1891 contre les Lions britanniques et irlandais  | 1      | 0      |
| 25  | Jack Hartley            | le 5 septembre 1891 contre les Lions britanniques et irlandais  | le 5 septembre 1891 contre les Lions britanniques et irlandais  | 1      | 0      |
| 26  | Jim McKendrick          | le 5 septembre 1891 contre les Lions britanniques et irlandais  | le 5 septembre 1891 contre les Lions britanniques et irlandais  | 1      | 0      |
| 27  | Charlie van Renen       | le 5 septembre 1891 contre les Lions britanniques et irlandais  | le 5 septembre 1896 contre les Lions britanniques et irlandais  | 3      | 0      |
| 28  | Hasie Versfeld          | le 5 septembre 1891 contre les Lions britanniques et irlandais  | le 5 septembre 1891 contre les Lions britanniques et irlandais  | 1      | 0      |
| 29  | Biddy Anderson          | le 30 juillet 1896 contre les Lions britanniques et irlandais   | le 5 septembre 1896 contre les Lions britanniques et irlandais  | 3      | 0      |
| 30  | Ferdie Aston            | le 30 juillet 1896 contre les Lions britanniques et irlandais   | le 5 septembre 1896 contre les Lions britanniques et irlandais  | 4      | 0      |
| 31  | Mike Bredenkamp         | le 30 juillet 1896 contre les Lions britanniques et irlandais   | le 29 août 1896 contre les Lions britanniques et irlandais      | 2      | 0      |
| 32  | Frank Douglass          | le 30 juillet 1896 contre les Lions britanniques et irlandais   | le 30 juillet 1896 contre les Lions britanniques et irlandais   | 1      | 0      |
| 33  | Henry Gorton            | le 30 juillet 1896 contre les Lions britanniques et irlandais   | le 30 juillet 1896 contre les Lions britanniques et irlandais   | 1      | 0      |
| 34  | Dykie Lyons             | le 30 juillet 1896 contre les Lions britanniques et irlandais   | le 30 juillet 1896 contre les Lions britanniques et irlandais   | 1      | 0      |
| 35  | PJ Meyer                | le 30 juillet 1896 contre les Lions britanniques et irlandais   | le 30 juillet 1896 contre les Lions britanniques et irlandais   | 1      | 0      |
| 36  | Francis Myburg          | le 30 juillet 1896 contre les Lions britanniques et irlandais   | le 30 juillet 1896 contre les Lions britanniques et irlandais   | 1      | 0      |
| 37  | Ernest Olver            | le 30 juillet 1896 contre les Lions britanniques et irlandais   | le 30 juillet 1896 contre les Lions britanniques et irlandais   | 1      | 0      |
| 38  | Paul Scott              | le 30 juillet 1896 contre les Lions britanniques et irlandais   | le 5 septembre 1896 contre les Lions britanniques et irlandais  | 4      | 0      |
| 39  | Percy Twentyman-Jones   | le 30 juillet 1896 contre les Lions britanniques et irlandais   | le 5 septembre 1896 contre les Lions britanniques et irlandais  | 3      | 3      |
| 40  | Scraps Wessels          | le 30 juillet 1896 contre les Lions britanniques et irlandais   | le 29 août 1896 contre les Lions britanniques et irlandais      | 3      | 0      |
| 41  | Ben Andrew              | le 22 août 1896 contre les Lions britanniques et irlandais      | le 22 août 1896 contre les Lions britanniques et irlandais      | 1      | 0      |
| 42  | Allan Beswick           | le 22 août 1896 contre les Lions britanniques et irlandais      | le 5 septembre 1896 contre les Lions britanniques et irlandais  | 3      | 0      |
| 43  | Davey Cope              | le 22 août 1896 contre les Lions britanniques et irlandais      | le 22 août 1896 contre les Lions britanniques et irlandais      | 1      | 2      |
| 44  | Jim Crosby              | le 22 août 1896 contre les Lions britanniques et irlandais      | le 22 août 1896 contre les Lions britanniques et irlandais      | 1      | 0      |
| 45  | Charlie Devenish        | le 22 août 1896 contre les Lions britanniques et irlandais      | le 22 août 1896 contre les Lions britanniques et irlandais      | 1      | 0      |
| 46  | Long George Devenish    | le 22 août 1896 contre les Lions britanniques et irlandais      | le 22 août 1896 contre les Lions britanniques et irlandais      | 1      | 0      |
| 47  | Spanner Forbes          | le 22 août 1896 contre les Lions britanniques et irlandais      | le 22 août 1896 contre les Lions britanniques et irlandais      | 1      | 0      |
| 48  | Alf Larard              | le 22 août 1896 contre les Lions britanniques et irlandais      | le 5 septembre 1896 contre les Lions britanniques et irlandais  | 2      | 3      |
| 49  | Àm Mellett              | le 22 août 1896 contre les Lions britanniques et irlandais      | le 22 août 1896 contre les Lions britanniques et irlandais      | 1      | 0      |
| 50  | Theo Samuels            | le 22 août 1896 contre les Lions britanniques et irlandais      | le 5 septembre 1896 contre les Lions britanniques et irlandais  | 3      | 6      |
| 51  | Bill Taberer            | le 22 août 1896 contre les Lions britanniques et irlandais      | le 22 août 1896 contre les Lions britanniques et irlandais      | 1      | 0      |
| 52  | Bill Cotty              | le 29 août 1896 contre les Lions britanniques et irlandais      | le 29 août 1896 contre les Lions britanniques et irlandais      | 1      | 0      |
| 53  | Pieter Dormehl          | le 29 août 1896 contre les Lions britanniques et irlandais      | le 5 septembre 1896 contre les Lions britanniques et irlandais  | 2      | 0      |
| 54  | Ted Kelly               | le 29 août 1896 contre les Lions britanniques et irlandais      | le 29 août 1896 contre les Lions britanniques et irlandais      | 1      | 0      |
| 55  | Bertie Powell           | le 29 août 1896 contre les Lions britanniques et irlandais      | le 29 août 1896 contre les Lions britanniques et irlandais      | 1      | 0      |
| 56  | Danie Theunissen        | le 29 août 1896 contre les Lions britanniques et irlandais      | le 29 août 1896 contre les Lions britanniques et irlandais      | 1      | 0      |
| 57  | Patats Cloete           | le 5 septembre 1896 contre les Lions britanniques et irlandais  | le 5 septembre 1896 contre les Lions britanniques et irlandais  | 1      | 0      |
| 58  | Paul de Waal            | le 5 septembre 1896 contre les Lions britanniques et irlandais  | le 5 septembre 1896 contre les Lions britanniques et irlandais  | 1      | 0      |
| 59  | Tommy Etlinger          | le 5 septembre 1896 contre les Lions britanniques et irlandais  | le 5 septembre 1896 contre les Lions britanniques et irlandais  | 1      | 0      |
| 60  | Tommy Hepburn           | le 5 septembre 1896 contre les Lions britanniques et irlandais  | le 5 septembre 1896 contre les Lions britanniques et irlandais  | 1      | 2      |
| 61  | Broekie van Broekhuizen | le 5 septembre 1896 contre les Lions britanniques et irlandais  | le 5 septembre 1896 contre les Lions britanniques et irlandais  | 1      | 0      |
| 62  | Joe Barry               | le 26 août 1903 contre les Lions britanniques et irlandais      | le 12 septembre 1903 contre les Lions britanniques et irlandais | 3      | 3      |
| 63  | Charlie Brown           | le 26 août 1903 contre les Lions britanniques et irlandais      | le 12 septembre 1903 contre les Lions britanniques et irlandais | 3      | 0      |
| 64  | Uncle Dobbin            | le 26 août 1903 contre les Lions britanniques et irlandais      | le 14 décembre 1912 contre le pays de Galles                    | 9      | 3      |
| 65  | Alex Frew               | le 26 août 1903 contre les Lions britanniques et irlandais      | le 26 août 1903 contre les Lions britanniques et irlandais      | 1      | 3      |
| 66  | Charlie Jones           | le 26 août 1903 contre les Lions britanniques et irlandais      | le 5 septembre 1903 contre les Lions britanniques et irlandais  | 2      | 0      |
| 67  | Japie Krige             | le 26 août 1903 contre les Lions britanniques et irlandais      | le 1er décembre 1906 contre le pays de Galles                   | 5      | 3      |
| 68  | Willie McEwan           | le 26 août 1903 contre les Lions britanniques et irlandais      | le 12 septembre 1903 contre les Lions britanniques et irlandais | 2      | 0      |
| 69  | Andrew Morkel           | le 26 août 1903 contre les Lions britanniques et irlandais      | le 26 août 1903 contre les Lions britanniques et irlandais      | 1      | 0      |
| 70  | PO Nel                  | le 26 août 1903 contre les Lions britanniques et irlandais      | le 12 septembre 1903 contre les Lions britanniques et irlandais | 3      | 0      |
| 71  | Birdie Partridge        | le 26 août 1903 contre les Lions britanniques et irlandais      | le 26 août 1903 contre les Lions britanniques et irlandais      | 1      | 0      |
| 72  | Klondyke Raaff          | le 26 août 1903 contre les Lions britanniques et irlandais      | le 6 août 1910 contre les Lions britanniques et irlandais       | 6      | 3      |
| 73  | Jimmy Sinclair          | le 26 août 1903 contre les Lions britanniques et irlandais      | le 26 août 1903 contre les Lions britanniques et irlandais      | 1      | 0      |
| 74  | Bertie van Renen        | le 26 août 1903 contre les Lions britanniques et irlandais      | le 12 septembre 1903 contre les Lions britanniques et irlandais | 2      | 0      |
| 75  | Syd Ashley              | le 5 septembre 1903 contre les Lions britanniques et irlandais  | le 5 septembre 1903 contre les Lions britanniques et irlandais  | 1      | 0      |
| 76  | George Crampton         | le 5 septembre 1903 contre les Lions britanniques et irlandais  | le 5 septembre 1903 contre les Lions britanniques et irlandais  | 1      | 0      |
| 77  | Clem Currie             | le 5 septembre 1903 contre les Lions britanniques et irlandais  | le 5 septembre 1903 contre les Lions britanniques et irlandais  | 1      | 0      |
| 78  | Syd de Melker           | le 5 septembre 1903 contre les Lions britanniques et irlandais  | le 8 décembre 1906 contre l'Angleterre                          | 2      | 0      |
| 79  | Bertie Gibbs            | le 5 septembre 1903 contre les Lions britanniques et irlandais  | le 5 septembre 1903 contre les Lions britanniques et irlandais  | 1      | 0      |
| 80  | Jack Jackson            | le 5 septembre 1903 contre les Lions britanniques et irlandais  | le 5 septembre 1903 contre les Lions britanniques et irlandais  | 1      | 0      |
| 81  | Rajah Martheze          | le 5 septembre 1903 contre les Lions britanniques et irlandais  | le 1er décembre 1906 contre le pays de Galles                   | 3      | 0      |
| 82  | Henry Metcalf           | le 5 septembre 1903 contre les Lions britanniques et irlandais  | le 5 septembre 1903 contre les Lions britanniques et irlandais  | 1      | 0      |
| 83  | Joe Anderson            | le 12 septembre 1903 contre les Lions britanniques et irlandais | le 12 septembre 1903 contre les Lions britanniques et irlandais | 1      | 0      |
| 84  | John Botha              | le 12 septembre 1903 contre les Lions britanniques et irlandais | le 12 septembre 1903 contre les Lions britanniques et irlandais | 1      | 0      |
| 85  | Paddy Carolin           | le 12 septembre 1903 contre les Lions britanniques et irlandais | le 24 novembre 1906 contre l'Irlande                            | 3      | 0      |
| 86  | Hugh Ferris             | le 12 septembre 1903 contre les Lions britanniques et irlandais | le 12 septembre 1903 contre les Lions britanniques et irlandais | 1      | 0      |
| 87  | Tommy Hobson            | le 12 septembre 1903 contre les Lions britanniques et irlandais | le 12 septembre 1903 contre les Lions britanniques et irlandais | 1      | 0      |
| 88  | Bob Loubser             | le 12 septembre 1903 contre les Lions britanniques et irlandais | le 3 septembre 1910 contre les Lions britanniques et irlandais  | 7      | 9      |
| 89  | Oupa Reid               | le 12 septembre 1903 contre les Lions britanniques et irlandais | le 12 septembre 1903 contre les Lions britanniques et irlandais | 1      | 3      |
| 90  | Paul Roos               | le 12 septembre 1903 contre les Lions britanniques et irlandais | le 8 décembre 1906 contre l'Angleterre                          | 4      | 0      |
| 91  | Daniel Brink            | le 17 novembre 1906 contre l'Écosse                             | le 8 décembre 1906 contre l'Angleterre                          | 3      | 0      |
| 92  | Cocky Brooks            | le 17 novembre 1906 contre l'Écosse                             | le 17 novembre 1906 contre l'Écosse                             | 1      | 0      |
| 93  | Adam Burdett            | le 17 novembre 1906 contre l'Écosse                             | le 24 novembre 1906 contre l'Irlande                            | 2      | 0      |
| 94  | Wilhelm Burger          | le 17 novembre 1906 contre l'Écosse                             | le 26 août 1910 contre les Lions britanniques et irlandais      | 4      | 0      |
| 95  | Hendrik Daneel          | le 17 novembre 1906 contre l'Écosse                             | le 8 décembre 1906 contre l'Angleterre                          | 4      | 0      |
| 96  | Hendrik de Villiers     | le 17 novembre 1906 contre l'Écosse                             | le 8 décembre 1906 contre l'Angleterre                          | 3      | 0      |
| 97  | Dietlof Maré            | le 17 novembre 1906 contre l'Écosse                             | le 17 novembre 1906 contre l'Écosse                             | 1      | 0      |
| 98  | Arthur Marsberg         | le 17 novembre 1906 contre l'Écosse                             | le 8 décembre 1906 contre l'Angleterre                          | 3      | 0      |
| 99  | William Morkel          | le 17 novembre 1906 contre l'Écosse                             | le 8 décembre 1906 contre l'Angleterre                          | 4      | 0      |
| 100 | Antonie Stegmann        | le 17 novembre 1906 contre l'Écosse                             | le 24 novembre 1906 contre l'Irlande                            | 2      | 3      |

## 101 à 200
| Sommaire                                                                                         |
| ------------------------------------------------------------------------------------------------ |
| Haut • 1 à 100 • 101 à 200 • 201 à 300 • 301 à 400 • 401 à 500 501 à 600 • 601 à 700 • 701 à 800 |

| No  | Nom                   | Première sélection                                              | Dernière sélection                                              | Matchs | Points |
| --- | --------------------- | --------------------------------------------------------------- | --------------------------------------------------------------- | ------ | ------ |
| 101 | Jack Hirsch           | le 24 novembre 1906 contre l'Irlande                            | le 6 août 1910 contre les Lions britanniques et irlandais       | 2      | 0      |
| 102 | Mary Jackson          | le 24 novembre 1906 contre l'Irlande                            | le 8 décembre 1906 contre l'Angleterre                          | 3      | 0      |
| 103 | Stevie Joubert        | le 24 novembre 1906 contre l'Irlande                            | le 8 décembre 1906 contre l'Angleterre                          | 3      | 8      |
| 104 | Pietie le Roux        | le 24 novembre 1906 contre l'Irlande                            | le 8 décembre 1906 contre l'Angleterre                          | 3      | 0      |
| 105 | Dougie Morkel         | le 24 novembre 1906 contre l'Irlande                            | le 11 janvier 1913 contre la France                             | 9      | 38     |
| 106 | Billy Millar          | le 8 décembre 1906 contre l'Angleterre                          | le 11 janvier 1913 contre la France                             | 6      | 6      |
| 107 | Nic Crosby            | le 6 août 1910 contre les Lions britanniques et irlandais       | le 3 septembre 1910 contre les Lions britanniques et irlandais  | 2      | 0      |
| 108 | Max Davison           | le 6 août 1910 contre les Lions britanniques et irlandais       | le 6 août 1910 contre les Lions britanniques et irlandais       | 1      | 0      |
| 109 | Dirkie de Villiers    | le 6 août 1910 contre les Lions britanniques et irlandais       | le 3 septembre 1910 contre les Lions britanniques et irlandais  | 3      | 3      |
| 110 | Cocky Hahn            | le 6 août 1910 contre les Lions britanniques et irlandais       | le 3 septembre 1910 contre les Lions britanniques et irlandais  | 3      | 3      |
| 111 | Noel Howe-Browne      | le 6 août 1910 contre les Lions britanniques et irlandais       | le 3 septembre 1910 contre les Lions britanniques et irlandais  | 3      | 0      |
| 112 | Lammetjie Luyt        | le 6 août 1910 contre les Lions britanniques et irlandais       | le 4 janvier 1913 contre l'Angleterre                           | 7      | 8      |
| 113 | Archie Marsberg       | le 6 août 1910 contre les Lions britanniques et irlandais       | le 6 août 1910 contre les Lions britanniques et irlandais       | 1      | 0      |
| 114 | Cliff Riordan         | le 6 août 1910 contre les Lions britanniques et irlandais       | le 27 août 1910 contre les Lions britanniques et irlandais      | 2      | 0      |
| 115 | Henry Walker          | le 6 août 1910 contre les Lions britanniques et irlandais       | le 3 septembre 1910 contre les Lions britanniques et irlandais  | 3      | 0      |
| 116 | Arthur Williams       | le 6 août 1910 contre les Lions britanniques et irlandais       | le 6 août 1910 contre les Lions britanniques et irlandais       | 1      | 0      |
| 117 | Percy Allport         | le 27 août 1910 contre les Lions britanniques et irlandais      | le 3 septembre 1910 contre les Lions britanniques et irlandais  | 2      | 3      |
| 118 | Antonie Lombard       | le 27 août 1910 contre les Lions britanniques et irlandais      | le 27 août 1910 contre les Lions britanniques et irlandais      | 1      | 0      |
| 119 | Dick Luyt             | le 27 août 1910 contre les Lions britanniques et irlandais      | le 11 janvier 1913 contre la France                             | 7      | 3      |
| 120 | Wally Mills           | le 27 août 1910 contre les Lions britanniques et irlandais      | le 27 août 1910 contre les Lions britanniques et irlandais      | 1      | 3      |
| 121 | Toby Moll             | le 27 août 1910 contre les Lions britanniques et irlandais      | le 27 août 1910 contre les Lions britanniques et irlandais      | 1      | 0      |
| 122 | Gideon Roos           | le 27 août 1910 contre les Lions britanniques et irlandais      | le 3 septembre 1910 contre les Lions britanniques et irlandais  | 2      | 3      |
| 123 | Clive van Ryneveld    | le 27 août 1910 contre les Lions britanniques et irlandais      | le 3 septembre 1910 contre les Lions britanniques et irlandais  | 2      | 0      |
| 124 | Boy Morkel            | le 3 septembre 1910 contre les Lions britanniques et irlandais  | le 17 septembre 1921 contre la Nouvelle-Zélande                 | 9      | 6      |
| 125 | Koot Reynecke         | le 3 septembre 1910 contre les Lions britanniques et irlandais  | le 3 septembre 1910 contre les Lions britanniques et irlandais  | 1      | 3      |
| 126 | Joe Francis           | le 23 novembre 1912 contre l'Écosse                             | le 11 janvier 1913 contre la France                             | 5      | 6      |
| 127 | Saturday Knight       | le 23 novembre 1912 contre l'Écosse                             | le 11 janvier 1913 contre la France                             | 5      | 0      |
| 128 | Sep ledger            | le 23 novembre 1912 contre l'Écosse                             | le 11 janvier 1913 contre la France                             | 4      | 3      |
| 129 | John Luyt             | le 23 novembre 1912 contre l'Écosse                             | le 11 janvier 1913 contre la France                             | 4      | 0      |
| 130 | Boetie McHardy        | le 23 novembre 1912 contre l'Écosse                             | le 11 janvier 1913 contre la France                             | 5      | 18     |
| 131 | Jacky Morkel          | le 23 novembre 1912 contre l'Écosse                             | le 11 janvier 1913 contre la France                             | 5      | 16     |
| 132 | Gerhard Morkel        | le 23 novembre 1912 contre l'Écosse                             | le 17 septembre 1921 contre la Nouvelle-Zélande                 | 8      | 16     |
| 133 | Jan Stegmann          | le 23 novembre 1912 contre l'Écosse                             | le 11 janvier 1913 contre la France                             | 5      | 15     |
| 134 | Tommy Thompson        | le 23 novembre 1912 contre l'Écosse                             | le 11 janvier 1913 contre la France                             | 3      | 0      |
| 135 | Tom van Vuuren        | le 23 novembre 1912 contre l'Écosse                             | le 14 décembre 1912 contre le pays de Galles                    | 5      | 0      |
| 136 | John McCulloch        | le 4 janvier 1913 contre l'Angleterre                           | le 11 janvier 1913 contre la France                             | 2      | 0      |
| 137 | Baby Shum             | le 4 janvier 1913 contre l'Angleterre                           | le 4 janvier 1913 contre l'Angleterre                           | 1      | 0      |
| 138 | Jack Immelman         | le 11 janvier 1913 contre la France                             | le 11 janvier 1913 contre la France                             | 1      | 0      |
| 139 | Wally Clarkson        | le 13 août 1921 contre la Nouvelle-Zélande                      | le 16 août 1924 contre les Lions britanniques et irlandais      | 3      | 0      |
| 140 | Theunis Kruger        | le 13 août 1921 contre la Nouvelle-Zélande                      | le 21 juillet 1928 contre la Nouvelle-Zélande                   | 8      | 0      |
| 141 | Frank Mellish         | le 13 août 1921 contre la Nouvelle-Zélande                      | le 20 septembre 1924 contre les Lions britanniques et irlandais | 6      | 0      |
| 142 | Charlie Meyer         | le 13 août 1921 contre la Nouvelle-Zélande                      | le 20 septembre 1921 contre la Nouvelle-Zélande                 | 3      | 0      |
| 143 | Jacobus Michau        | le 13 août 1921 contre la Nouvelle-Zélande                      | le 13 août 1921 contre la Nouvelle-Zélande                      | 1      | 0      |
| 144 | Johannes Michau       | le 13 août 1921 contre la Nouvelle-Zélande                      | le 17 septembre 1921 contre la Nouvelle-Zélande                 | 3      | 0      |
| 145 | Harry Morkel          | le 13 août 1921 contre la Nouvelle-Zélande                      | le 13 août 1921 contre la Nouvelle-Zélande                      | 1      | 0      |
| 146 | Henry Morkel          | le 13 août 1921 contre la Nouvelle-Zélande                      | le 27 août 1921 contre la Nouvelle-Zélande                      | 2      | 0      |
| 147 | Phil Mostert          | le 13 août 1921 contre la Nouvelle-Zélande                      | le 16 janvier 1932 contre l'Écosse                              | 14     | 6      |
| 148 | Hugo Scholtz          | le 13 août 1921 contre la Nouvelle-Zélande                      | le 27 août 1921 contre la Nouvelle-Zélande                      | 2      | 0      |
| 149 | Taffy Townsend        | le 13 août 1921 contre la Nouvelle-Zélande                      | le 13 août 1921 contre la Nouvelle-Zélande                      | 1      | 0      |
| 150 | Attie van Heerden     | le 13 août 1921 contre la Nouvelle-Zélande                      | le 17 septembre 1921 contre la Nouvelle-Zélande                 | 2      | 3      |
| 151 | Alfred Walker         | le 13 août 1921 contre la Nouvelle-Zélande                      | le 20 septembre 1924 contre les Lions britanniques et irlandais | 6      | 0      |
| 152 | Nic du Plessis        | le 27 août 1921 contre la Nouvelle-Zélande                      | le 13 septembre 1924 contre les Lions britanniques et irlandais | 5      | 0      |
| 153 | Mervyn Ellis          | le 27 août 1921 contre la Nouvelle-Zélande                      | le 20 septembre 1924 contre les Lions britanniques et irlandais | 6      | 0      |
| 154 | Royal Morkel          | le 27 août 1921 contre la Nouvelle-Zélande                      | le 17 septembre 1921 contre la Nouvelle-Zélande                 | 2      | 0      |
| 155 | Billy Sendin          | le 27 août 1921 contre la Nouvelle-Zélande                      | le 27 août 1921 contre la Nouvelle-Zélande                      | 1      | 3      |
| 156 | Tank van Rooyen       | le 27 août 1921 contre la Nouvelle-Zélande                      | le 17 septembre 1921 contre la Nouvelle-Zélande                 | 2      | 0      |
| 157 | Bill Zeller           | le 27 août 1921 contre la Nouvelle-Zélande                      | le 17 septembre 1921 contre la Nouvelle-Zélande                 | 2      | 0      |
| 158 | Sas de Kock           | le 17 septembre 1921 contre la Nouvelle-Zélande                 | le 13 septembre 1924 contre les Lions britanniques et irlandais | 2      | 0      |
| 159 | Sarel Strauss         | le 17 septembre 1921 contre la Nouvelle-Zélande                 | le 17 septembre 1921 contre la Nouvelle-Zélande                 | 1      | 0      |
| 160 | PK Albertyn           | le 16 août 1924 contre les Lions britanniques et irlandais      | le 20 septembre 1924 contre les Lions britanniques et irlandais | 4      | 3      |
| 161 | Hans Aucamp           | le 16 août 1924 contre les Lions britanniques et irlandais      | le 23 août 1924 contre les Lions britanniques et irlandais      | 2      | 3      |
| 162 | Champion Myburgh      | le 16 août 1924 contre les Lions britanniques et irlandais      | le 16 août 1924 contre les Lions britanniques et irlandais      | 1      | 0      |
| 163 | Bennie Osler          | le 16 août 1924 contre les Lions britanniques et irlandais      | le 2 septembre 1933 contre l'Australie                          | 17     | 50     |
| 164 | Bill Payn             | le 16 août 1924 contre les Lions britanniques et irlandais      | le 23 août 1924 contre les Lions britanniques et irlandais      | 2      | 0      |
| 165 | Kenny Starke          | le 16 août 1924 contre les Lions britanniques et irlandais      | le 20 septembre 1924 contre les Lions britanniques et irlandais | 4      | 13     |
| 166 | Jackie Tindall        | le 16 août 1924 contre les Lions britanniques et irlandais      | le 1er septembre 1928 contre la Nouvelle-Zélande                | 5      | 0      |
| 167 | Jack van Druten       | le 16 août 1924 contre les Lions britanniques et irlandais      | le 1er septembre 1928 contre la Nouvelle-Zélande                | 8      | 6      |
| 168 | Jack Bester           | le 23 août 1924 contre les Lions britanniques et irlandais      | le 20 septembre 1924 contre les Lions britanniques et irlandais | 2      | 3      |
| 169 | Nico Bosman           | le 23 août 1924 contre les Lions britanniques et irlandais      | le 20 septembre 1924 contre les Lions britanniques et irlandais | 3      | 0      |
| 170 | Pally Truter          | le 23 août 1924 contre les Lions britanniques et irlandais      | le 20 septembre 1924 contre les Lions britanniques et irlandais | 2      | 0      |
| 171 | Dauncey Devine        | le 13 septembre 1924 contre les Lions britanniques et irlandais | le 21 juillet 1928 contre la Nouvelle-Zélande                   | 2      | 0      |
| 172 | Paul la Grange        | le 13 septembre 1924 contre les Lions britanniques et irlandais | le 20 septembre 1924 contre les Lions britanniques et irlandais | 2      | 0      |
| 173 | Jack Slater           | le 13 septembre 1924 contre les Lions britanniques et irlandais | le 30 juin 1928 contre la Nouvelle-Zélande                      | 3      | 6      |
| 174 | Bertram Vanderplank   | le 13 septembre 1924 contre les Lions britanniques et irlandais | le 20 septembre 1924 contre les Lions britanniques et irlandais | 2      | 0      |
| 175 | George Daneel         | le 30 juin 1928 contre la Nouvelle-Zélande                      | le 16 janvier 1932 contre l'Écosse                              | 8      | 6      |
| 176 | Pierre de Villiers    | le 30 juin 1928 contre la Nouvelle-Zélande                      | le 14 août 1937 contre la Nouvelle-Zélande                      | 8      | 0      |
| 177 | Bernie Duffy          | le 30 juin 1928 contre la Nouvelle-Zélande                      | le 30 juin 1928 contre la Nouvelle-Zélande                      | 1      | 0      |
| 178 | Phil Nel              | le 30 juin 1928 contre la Nouvelle-Zélande                      | le 25 septembre 1937 contre la Nouvelle-Zélande                 | 16     | 3      |
| 179 | Sharkey Osler         | le 30 juin 1928 contre la Nouvelle-Zélande                      | le 30 juin 1928 contre la Nouvelle-Zélande                      | 1      | 0      |
| 180 | Hennie Potgieter      | le 30 juin 1928 contre la Nouvelle-Zélande                      | le 21 juillet 1928 contre la Nouvelle-Zélande                   | 2      | 0      |
| 181 | Nick Pretorius        | le 30 juin 1928 contre la Nouvelle-Zélande                      | le 1er septembre 1928 contre la Nouvelle-Zélande                | 4      | 0      |
| 182 | Boet Prinsloo         | le 30 juin 1928 contre la Nouvelle-Zélande                      | le 30 juin 1928 contre la Nouvelle-Zélande                      | 1      | 0      |
| 183 | SP van Wyk            | le 30 juin 1928 contre la Nouvelle-Zélande                      | le 21 juillet 1928 contre la Nouvelle-Zélande                   | 2      | 0      |
| 184 | Gerrie Brand          | le 21 juillet 1928 contre la Nouvelle-Zélande                   | le 6 août 1938 contre les Lions britanniques et irlandais       | 16     | 51     |
| 185 | John Dobie            | le 21 juillet 1928 contre la Nouvelle-Zélande                   | le 21 juillet 1928 contre la Nouvelle-Zélande                   | 1      | 0      |
| 186 | Jacko Tod             | le 21 juillet 1928 contre la Nouvelle-Zélande                   | le 21 juillet 1928 contre la Nouvelle-Zélande                   | 1      | 0      |
| 187 | JC van der Westhuizen | le 21 juillet 1928 contre la Nouvelle-Zélande                   | le 19 décembre 1931 contre l'Irlande                            | 4      | 3      |
| 188 | Manus de Jongh        | le 18 août 1928 contre la Nouvelle-Zélande                      | le 18 août 1928 contre la Nouvelle-Zélande                      | 1      | 3      |
| 189 | Andries du Toit       | le 18 août 1928 contre la Nouvelle-Zélande                      | le 1er septembre 1928 contre la Nouvelle-Zélande                | 2      | 0      |
| 190 | Boy Louw              | le 18 août 1928 contre la Nouvelle-Zélande                      | le 10 septembre 1938 contre les Lions britanniques et irlandais | 18     | 6      |
| 191 | John Oliver           | le 18 août 1928 contre la Nouvelle-Zélande                      | le 1er septembre 1928 contre la Nouvelle-Zélande                | 2      | 0      |
| 192 | Willie Rousseau       | le 18 août 1928 contre la Nouvelle-Zélande                      | le 1er septembre 1928 contre la Nouvelle-Zélande                | 2      | 0      |
| 193 | Pieter Morkel         | le 1er septembre 1928 contre la Nouvelle-Zélande                | le 1er septembre 1928 contre la Nouvelle-Zélande                | 1      | 0      |
| 194 | Jock van Niekerk      | le 1er septembre 1928 contre la Nouvelle-Zélande                | le 1er septembre 1928 contre la Nouvelle-Zélande                | 1      | 0      |
| 195 | Ferdie Bergh          | le 5 décembre 1931 contre le Pays de Galles                     | le 10 septembre 1938 contre les Lions britanniques et irlandais | 17     | 21     |
| 196 | Danie Craven          | le 5 décembre 1931 contre le pays de Galles                     | le 10 septembre 1938 contre les Lions britanniques et irlandais | 16     | 9      |
| 197 | Geoff Gray            | le 5 décembre 1931 contre le pays de Galles                     | le 2 septembre 1933 contre l'Australie                          | 4      | 0      |
| 198 | Bert Kipling          | le 5 décembre 1931 contre le pays de Galles                     | le 2 septembre 1933 contre l'Australie                          | 9      | 0      |
| 199 | André McDonald        | le 5 décembre 1931 contre le pays de Galles                     | le 16 janvier 1932 contre l'Écosse                              | 4      | 0      |
| 200 | Alvi van der Merwe    | le 5 décembre 1931 contre le pays de Galles                     | le 5 décembre 1931 contre le pays de Galles                     | 1      | 0      |

## 201 à 300
| Sommaire                                                                                         |
| ------------------------------------------------------------------------------------------------ |
| Haut • 1 à 100 • 101 à 200 • 201 à 300 • 301 à 400 • 401 à 500 501 à 600 • 601 à 700 • 701 à 800 |

| No  | Nom                      | Première sélection                                              | Dernière sélection                                              | Matchs | Points |
| --- | ------------------------ | --------------------------------------------------------------- | --------------------------------------------------------------- | ------ | ------ |
| 201 | Floors Venter            | le 5 décembre 1931 contre le pays de Galles                     | le 12 août 1933 contre l'Australie                              | 3      | 0      |
| 202 | Jimmy White              | le 5 décembre 1931 contre le pays de Galles                     | le 4 septembre 1937 contre la Nouvelle-Zélande                  | 10     | 7      |
| 203 | Morris Zimerman          | le 5 décembre 1931 contre le pays de Galles                     | le 16 janvier 1932 contre l'Écosse                              | 4      | 3      |
| 204 | Nic Bierman              | le 19 décembre 1931 contre l’Irlande                            | le 19 décembre 1931 contre l’Irlande                            | 1      | 0      |
| 205 | Ponie van der Westhuizen | le 19 décembre 1931 contre l’Irlande                            | le 16 janvier 1932 contre l'Écosse                              | 3      | 0      |
| 206 | Frank Waring             | le 19 décembre 1931 contre l’Irlande                            | le 2 septembre 1933 contre l’Australie                          | 7      | 6      |
| 207 | Lukas Strachan           | le 2 janvier 1932 contre l’Angleterre                           | le 3 septembre 1938 contre les Lions britanniques et irlandais  | 10     | 0      |
| 208 | George D'Alton           | le 8 juillet 1933 contre l’Australie                            | le 8 juillet 1933 contre l’Australie                            | 1      | 0      |
| 209 | Fronie Froneman          | le 8 juillet 1933 contre l’Australie                            | le 8 juillet 1933 contre l’Australie                            | 1      | 0      |
| 210 | Jack Gage                | le 8 juillet 1933 contre l’Australie                            | le 8 juillet 1933 contre l’Australie                            | 1      | 0      |
| 211 | Manie Geere              | le 8 juillet 1933 contre l’Australie                            | le 2 septembre 1933 contre l'Australie                          | 5      | 0      |
| 212 | Fanie Louw               | le 8 juillet 1933 contre l’Australie                            | le 10 septembre 1938 contre les Lions britanniques et irlandais | 12     | 3      |
| 213 | Freddy Turner            | le 8 juillet 1933 contre l’Australie                            | le 10 septembre 1938 contre les Lions britanniques et irlandais | 11     | 29     |
| 214 | Lappies Hattingh         | le 22 juillet 1933 contre l’Australie                           | le 22 juillet 1933 contre l’Australie                           | 1      | 0      |
| 215 | Pat Lyster               | le 22 juillet 1933 contre l’Australie                           | le 14 août 1937 contre la Nouvelle-Zélande                      | 3      | 0      |
| 216 | Joe Nykamp               | le 22 juillet 1933 contre l’Australie                           | le 22 juillet 1933 contre l’Australie                           | 1      | 0      |
| 217 | Paul Visser              | le 22 juillet 1933 contre l’Australie                           | le 22 juillet 1933 contre l’Australie                           | 1      | 0      |
| 218 | Ginger Clark             | le 12 août 1933 contre l’Australie                              | le 12 août 1933 contre l’Australie                              | 1      | 0      |
| 219 | Fred Smollan             | le 12 août 1933 contre l’Australie                              | le 2 septembre 1933 contre l'Australie                          | 3      | 0      |
| 220 | John Apsey               | le 26 août 1933 contre l’Australie                              | le 3 septembre 1938 contre les Lions britanniques et irlandais  | 3      | 0      |
| 221 | Bunny Reid               | le 26 août 1933 contre l’Australie                              | le 26 août 1933 contre l’Australie                              | 1      | 0      |
| 222 | Louis Babrow             | le 26 juin 1937 contre l’Australie                              | le 25 septembre 1937 contre la Nouvelle-Zélande                 | 5      | 9      |
| 223 | Ebbo Bastard             | le 26 juin 1937 contre l’Australie                              | le 10 septembre 1938 contre les Lions britanniques et irlandais | 6      | 6      |
| 224 | Jan Lotz                 | le 26 juin 1937 contre l’Australie                              | le 25 septembre 1937 contre la Nouvelle-Zélande                 | 8      | 3      |
| 225 | Mauritz van den Berg     | le 26 juin 1937 contre l’Australie                              | le 25 septembre 1937 contre la Nouvelle-Zélande                 | 4      | 0      |
| 226 | Dai Williams             | le 26 juin 1937 contre l’Australie                              | le 10 septembre 1938 contre les Lions britanniques et irlandais | 8      | 15     |
| 227 | Kalfie Martin            | le 17 juillet 1937 contre l’Australie                           | le 17 juillet 1937 contre l’Australie                           | 1      | 0      |
| 228 | Daantjie van de Vyver    | le 17 juillet 1937 contre l’Australie                           | le 17 juillet 1937 contre l’Australie                           | 1      | 0      |
| 229 | George van Reenen        | le 17 juillet 1937 contre l’Australie                           | le 14 août 1937 contre la Nouvelle-Zélande                      | 2      | 6      |
| 230 | CB Jennings              | le 14 août 1937 contre la Nouvelle-Zélande                      | le 14 août 1937 contre la Nouvelle-Zélande                      | 1      | 0      |
| 231 | Tony Harris              | le 4 septembre 1937 contre la Nouvelle-Zélande                  | le 10 septembre 1938 contre les Lions britanniques et irlandais | 5      | 3      |
| 232 | Flappie Lochner          | le 25 septembre 1937 contre la Nouvelle-Zélande                 | le 3 septembre 1938 contre les Lions britanniques et irlandais  | 3      | 3      |
| 233 | Piet de Wet              | le 6 août 1938 contre les Lions britanniques et irlandais       | le 10 septembre 1938 contre les Lions britanniques et irlandais | 3      | 0      |
| 234 | Ben du Toit              | le 6 août 1938 contre les Lions britanniques et irlandais       | le 10 septembre 1938 contre les Lions britanniques et irlandais | 3      | 3      |
| 235 | Roger Sherriff           | le 6 août 1938 contre les Lions britanniques et irlandais       | le 10 septembre 1938 contre les Lions britanniques et irlandais | 3      | 0      |
| 236 | Johnny Bester            | le 3 septembre 1938 contre les Lions britanniques et irlandais  | le 10 septembre 1938 contre les Lions britanniques et irlandais | 2      | 6      |
| 237 | George Smith             | le 10 septembre 1938 contre les Lions britanniques et irlandais | le 10 septembre 1938 contre les Lions britanniques et irlandais | 1      | 0      |
| 238 | Hansie Brewis            | le 16 juillet 1949 contre la Nouvelle-Zélande                   | le 22 août 1953 contre l'Australie                              | 10     | 18     |
| 239 | Felix du Plessis         | le 16 juillet 1949 contre la Nouvelle-Zélande                   | le 3 septembre 1949 contre la Nouvelle-Zélande                  | 3      | 0      |
| 240 | Floors Duvenhage         | le 16 juillet 1949 contre la Nouvelle-Zélande                   | le 3 septembre 1949 contre la Nouvelle-Zélande                  | 2      | 0      |
| 241 | Okey Geffin              | le 16 juillet 1949 contre la Nouvelle-Zélande                   | le 22 décembre 1951 contre le pays de Galles                    | 7      | 48     |
| 242 | Jorrie Jordaan           | le 16 juillet 1949 contre la Nouvelle-Zélande                   | le 17 septembre 1949 contre la Nouvelle-Zélande                 | 4      | 0      |
| 243 | Bubbles Koch             | le 16 juillet 1949 contre la Nouvelle-Zélande                   | le 17 septembre 1949 contre la Nouvelle-Zélande                 | 4      | 0      |
| 244 | Tjol Lategan             | le 16 juillet 1949 contre la Nouvelle-Zélande                   | le 5 septembre 1953 contre l'Australie                          | 11     | 9      |
| 245 | Buks Marais              | le 16 juillet 1949 contre la Nouvelle-Zélande                   | le 5 septembre 1953 contre l'Australie                          | 5      | 10     |
| 246 | Cecil Moss               | le 16 juillet 1949 contre la Nouvelle-Zélande                   | le 17 septembre 1949 contre la Nouvelle-Zélande                 | 4      | 0      |
| 247 | Hennie Muller            | le 16 juillet 1949 contre la Nouvelle-Zélande                   | le 26 septembre 1953 contre l'Australie                         | 13     | 16     |
| 248 | Louis Strydom            | le 16 juillet 1949 contre la Nouvelle-Zélande                   | le 13 août 1949 contre la Nouvelle-Zélande                      | 2      | 0      |
| 249 | Fiks van der Merwe       | le 16 juillet 1949 contre la Nouvelle-Zélande                   | le 16 juillet 1949 contre la Nouvelle-Zélande                   | 1      | 0      |
| 250 | Jack van der Schyff      | le 16 juillet 1949 contre la Nouvelle-Zélande                   | le 6 août 1955 contre les Lions britanniques et irlandais       | 5      | 10     |
| 251 | Hoppie van Jaarsveld     | le 16 juillet 1949 contre la Nouvelle-Zélande                   | le 16 juillet 1949 contre la Nouvelle-Zélande                   | 1      | 0      |
| 252 | Ballie Wahl              | le 16 juillet 1949 contre la Nouvelle-Zélande                   | le 16 juillet 1949 contre la Nouvelle-Zélande                   | 1      | 0      |
| 253 | Salty du Rand            | le 13 août 1949 contre la Nouvelle-Zélande                      | le 1er septembre 1956 contre la Nouvelle-Zélande                | 21     | 12     |
| 254 | Fonnie du Toit           | le 13 août 1949 contre la Nouvelle-Zélande                      | le 16 février 1952 contre la France                             | 8      | 6      |
| 255 | Chris Koch               | le 13 août 1949 contre la Nouvelle-Zélande                      | le 23 juillet 1960 contre la Nouvelle-Zélande                   | 22     | 15     |
| 256 | Ryk van Schoor           | le 13 août 1949 contre la Nouvelle-Zélande                      | le 26 septembre 1953 contre l'Australie                         | 12     | 6      |
| 257 | Flip Geel                | le 3 septembre 1949 contre la Nouvelle-Zélande                  | le 3 septembre 1949 contre la Nouvelle-Zélande                  | 1      | 0      |
| 258 | Willem Barnard           | le 17 septembre 1949 contre la Nouvelle-Zélande                 | le 22 décembre 1951 contre le pays de Galles                    | 2      | 0      |
| 259 | Carrots Geraghty         | le 17 septembre 1949 contre la Nouvelle-Zélande                 | le 17 septembre 1949 contre la Nouvelle-Zélande                 | 1      | 0      |
| 260 | Basil Kenyon             | le 17 septembre 1949 contre la Nouvelle-Zélande                 | le 17 septembre 1949 contre la Nouvelle-Zélande                 | 1      | 0      |
| 261 | Piet Malan               | le 17 septembre 1949 contre la Nouvelle-Zélande                 | le 17 septembre 1949 contre la Nouvelle-Zélande                 | 1      | 0      |
| 262 | Johnny Buchler           | le 24 novembre 1951 contre l’Écosse                             | le 2 juin 1956 contre l'Australie                               | 10     | 8      |
| 263 | Willa Delport            | le 24 novembre 1951 contre l’Écosse                             | le 26 septembre 1953 contre l’Australie                         | 9      | 6      |
| 264 | Ernst Dinkelman          | le 24 novembre 1951 contre l’Écosse                             | le 5 septembre 1953 contre l’Australie                          | 6      | 6      |
| 265 | Stephen Fry              | le 24 novembre 1951 contre l’Écosse                             | le 24 septembre 1955 contre les Lions britanniques et irlandais | 13     | 0      |
| 266 | Paul Johnstone           | le 24 novembre 1951 contre l’Écosse                             | le 1er septembre 1956 contre la Nouvelle-Zélande                | 9      | 11     |
| 267 | Basie van Wyk            | le 24 novembre 1951 contre l’Écosse                             | le 6 août 1955 contre les Lions britanniques et irlandais       | 10     | 18     |
| 268 | Chum Ochse               | le 8 décembre 1951 contre l’Irlande                             | le 26 septembre 1953 contre l’Australie                         | 7      | 9      |
| 269 | Jaap Bekker              | le 5 janvier 1952 contre l’Angleterre                           | le 1er septembre 1956 contre la Nouvelle-Zélande                | 15     | 3      |
| 270 | Hansie Oelofse           | le 22 août 1953 contre l’Australie                              | le 26 septembre 1953 contre l’Australie                         | 4      | 6      |
| 271 | Ian Kirkpatrick          | le 5 septembre 1953 contre l’Australie                          | le 18 février 1961 contre la France                             | 13     | 0      |
| 272 | Dolf Bekker              | le 19 septembre 1953 contre l’Australie                         | le 26 septembre 1953 contre l’Australie                         | 2      | 3      |
| 273 | Steve Hoffman            | le 19 septembre 1953 contre l’Australie                         | le 19 septembre 1953 contre l’Australie                         | 1      | 0      |
| 274 | Jan Pickard              | le 19 septembre 1953 contre l’Australie                         | le 16 août 1958 contre la France                                | 4      | 0      |
| 275 | Natie Rens               | le 19 septembre 1953 contre l’Australie                         | le 26 septembre 1953 contre l’Australie                         | 2      | 19     |
| 276 | Daantjie Rossouw         | le 19 septembre 1953 contre l’Australie                         | le 26 septembre 1953 contre l’Australie                         | 2      | 3      |
| 277 | Harry Walker             | le 19 septembre 1953 contre l’Australie                         | le 1er septembre 1956 contre la Nouvelle-Zélande                | 4      | 0      |
| 278 | Theuns Briers            | le 6 août 1955 contre les Lions britanniques et irlandais       | le 1er septembre 1956 contre la Nouvelle-Zélande                | 7      | 15     |
| 279 | Johan Claassen           | le 6 août 1955 contre les Lions britanniques et irlandais       | le 25 août 1962 contre les Lions britanniques et irlandais      | 28     | 10     |
| 280 | Amos du Plooy            | le 6 août 1955 contre les Lions britanniques et irlandais       | le 6 août 1955 contre les Lions britanniques et irlandais       | 1      | 0      |
| 281 | Tommy Gentles            | le 6 août 1955 contre les Lions britanniques et irlandais       | le 16 août 1958 contre la France                                | 6      | 0      |
| 282 | Colin Kroon              | le 6 août 1955 contre les Lions britanniques et irlandais       | le 6 août 1955 contre les Lions britanniques et irlandais       | 1      | 0      |
| 283 | Daan Retief              | le 6 août 1955 contre les Lions britanniques et irlandais       | le 1er septembre 1956 contre la Nouvelle-Zélande                | 9      | 12     |
| 284 | Des Sinclair             | le 6 août 1955 contre les Lions britanniques et irlandais       | le 24 septembre 1955 contre les Lions britanniques et irlandais | 4      | 0      |
| 285 | Sias Swart               | le 6 août 1955 contre les Lions britanniques et irlandais       | le 6 août 1955 contre les Lions britanniques et irlandais       | 1      | 3      |
| 286 | Clive Ulyate             | le 6 août 1955 contre les Lions britanniques et irlandais       | le 18 août 1956 contre la Nouvelle-Zélande                      | 7      | 6      |
| 287 | Tom van Vollenhoven      | le 6 août 1955 contre les Lions britanniques et irlandais       | le 18 août 1956 contre la Nouvelle-Zélande                      | 7      | 15     |
| 288 | Dawie Ackermann          | le 20 août 1955 contre les Lions britanniques et irlandais      | le 16 août 1958 contre la France                                | 8      | 3      |
| 289 | Roy Dryburgh             | le 20 août 1955 contre les Lions britanniques et irlandais      | le 23 juillet 1960 contre la Nouvelle-Zélande                   | 8      | 28     |
| 290 | Wilf Rosenberg           | le 20 août 1955 contre les Lions britanniques et irlandais      | le 26 juillet 1958 contre la France                             | 5      | 6      |
| 291 | Bertus Van der Merwe     | le 20 août 1955 contre les Lions britanniques et irlandais      | le 23 juillet 1960 contre la Nouvelle-Zélande                   | 12     | 0      |
| 292 | Butch Lochner            | le 3 septembre 1955 contre les Lions britanniques et irlandais  | le 16 août 1958 contre la France                                | 9      | 6      |
| 293 | Popeye Strydom           | le 3 septembre 1955 contre les Lions britanniques et irlandais  | le 26 juillet 1958 contre la France                             | 6      | 0      |
| 294 | Pat Montini              | le 26 mai 1956 contre l’Australie                               | le 2 juin 1956 contre l'Australie                               | 2      | 0      |
| 295 | Jeremy Nel               | le 26 mai 1956 contre l’Australie                               | le 16 août 1958 contre la France                                | 8      | 3      |
| 296 | Brian Pfaff              | le 26 mai 1956 contre l’Australie                               | le 26 mai 1956 contre l’Australie                               | 1      | 0      |
| 297 | Basie Viviers            | le 26 mai 1956 contre l’Australie                               | le 1er septembre 1956 contre la Nouvelle-Zélande                | 5      | 11     |
| 298 | Jan du Preez             | le 14 juillet 1956 contre la Nouvelle-Zélande                   | le 14 juillet 1956 contre la Nouvelle-Zélande                   | 1      | 0      |
| 299 | Peewee Howe              | le 14 juillet 1956 contre la Nouvelle-Zélande                   | le 1er septembre 1956 contre la Nouvelle-Zélande                | 2      | 3      |
| 300 | James Starke             | le 1er septembre 1956 contre la Nouvelle-Zélande                | le 1er septembre 1956 contre la Nouvelle-Zélande                | 1      | 0      |

## 301 à 400
| Sommaire                                                                                         |
| ------------------------------------------------------------------------------------------------ |
| Haut • 1 à 100 • 101 à 200 • 201 à 300 • 301 à 400 • 401 à 500 501 à 600 • 601 à 700 • 701 à 800 |

| No  | Nom                   | Première sélection                                            | Dernière sélection                                            | Matchs | Points |
| --- | --------------------- | ------------------------------------------------------------- | ------------------------------------------------------------- | ------ | ------ |
| 301 | Piet du Toit          | le 26 juillet 1958 contre l'Australie                         | le 12 août 1961 contre l'Australie                            | 14     | 0      |
| 302 | Loftie Fourie         | le 26 juillet 1958 contre l'Australie                         | le 16 août 1958 contre la France                              | 2      | 3      |
| 303 | Mickey Gerber         | le 26 juillet 1958 contre l'Australie                         | le 30 avril 1960 contre l'Écosse                              | 3      | 8      |
| 304 | Martin Pelser         | le 26 juillet 1958 contre l'Australie                         | le 12 août 1961 contre l'Australie                            | 11     | 6      |
| 305 | Jan Prinsloo          | le 26 juillet 1958 contre l'Australie                         | le 16 août 1958 contre la France                              | 2      | 0      |
| 306 | Johan Steenekamp      | le 26 juillet 1958 contre l'Australie                         | le 26 juillet 1958 contre l'Australie                         | 1      | 0      |
| 307 | Hugo van Zyl          | le 26 juillet 1958 contre l'Australie                         | le 25 août 1962 contre les Lions britanniques et irlandais    | 17     | 12     |
| 308 | Joe Kaminer           | le 16 août 1958 contre la France                              | le 16 août 1958 contre la France                              | 1      | 0      |
| 309 | Abie Malan            | le 16 août 1958 contre la France                              | le 21 août 1965 contre la Nouvelle-Zélande                    | 18     | 3      |
| 310 | Louis Schmidt         | le 16 août 1958 contre la France                              | le 21 juillet 1962 contre les Lions britanniques et irlandais | 2      | 0      |
| 311 | Alan Skene            | le 16 août 1958 contre la France                              | le 16 août 1958 contre la France                              | 1      | 0      |
| 312 | Peter Allen           | le 30 avril 1960 contre l'Écosse                              | le 30 avril 1960 contre l'Écosse                              | 1      | 0      |
| 313 | Martiens Bekker       | le 30 avril 1960 contre l'Écosse                              | le 30 avril 1960 contre l'Écosse                              | 1      | 0      |
| 314 | Jannie Engelbrecht    | le 30 avril 1960 contre l'Écosse                              | le 16 août 1969 contre l'Australie                            | 33     | 24     |
| 315 | John Gainsford        | le 30 avril 1960 contre l'Écosse                              | le 29 juillet 1967 contre la France                           | 33     | 24     |
| 316 | Mannetjies Gericke    | le 30 avril 1960 contre l'Écosse                              | le 30 avril 1960 contre l'Écosse                              | 1      | 3      |
| 317 | Dougie Holton         | le 30 avril 1960 contre l'Écosse                              | le 30 avril 1960 contre l'Écosse                              | 1      | 0      |
| 318 | Doug Hopwood          | le 30 avril 1960 contre l'Écosse                              | le 18 septembre 1965 contre la Nouvelle-Zélande               | 22     | 15     |
| 319 | Dave Stewart          | le 30 avril 1960 contre l'Écosse                              | le 10 avril 1965 contre l'Irlande                             | 11     | 9      |
| 320 | Robert Twigge         | le 30 avril 1960 contre l'Écosse                              | le 30 avril 1960 contre l'Écosse                              | 1      | 0      |
| 321 | Des van Jaarsveldt    | le 30 avril 1960 contre l'Écosse                              | le 30 avril 1960 contre l'Écosse                              | 1      | 3      |
| 322 | Mike Antelme          | le 25 juin 1960 contre la Nouvelle-Zélande                    | le 18 février 1961 contre la France                           | 5      | 0      |
| 323 | Dick Lockyear         | le 25 juin 1960 contre la Nouvelle-Zélande                    | le 18 février 1961 contre la France                           | 6      | 20     |
| 324 | Avril Malan           | le 25 juin 1960 contre la Nouvelle-Zélande                    | le 17 avril 1965 contre l'Écosse                              | 16     | 0      |
| 325 | Loftie Nel            | le 25 juin 1960 contre la Nouvelle-Zélande                    | le 12 septembre 1970 contre la Nouvelle-Zélande               | 11     | 0      |
| 326 | Keith Oxlee           | le 25 juin 1960 contre la Nouvelle-Zélande                    | le 21 août 1965 contre la Nouvelle-Zélande                    | 19     | 88     |
| 327 | Hennie van Zyl        | le 25 juin 1960 contre la Nouvelle-Zélande                    | le 12 août 1961 contre l'Australie                            | 10     | 18     |
| 328 | Fanie Kuhn            | le 13 août 1960 contre la Nouvelle-Zélande                    | le 18 septembre 1965 contre la Nouvelle-Zélande               | 19     | 0      |
| 329 | Lionel Wilson         | le 13 août 1960 contre la Nouvelle-Zélande                    | le 17 avril 1965 contre l'Écosse                              | 27     | 6      |
| 330 | Stompie van der Merwe | le 27 août 1960 contre la Nouvelle-Zélande                    | le 25 juillet 1964 contre la France                           | 5      | 0      |
| 331 | Ronnie Hill           | le 3 décembre 1960 contre le pays de Galles                   | le 24 août 1963 contre l'Australie                            | 7      | 0      |
| 332 | Mannetjies Roux       | le 3 décembre 1960 contre le pays de Galles                   | le 12 septembre 1970 contre la Nouvelle-Zélande               | 27     | 18     |
| 333 | Piet Uys              | le 3 décembre 1960 contre le pays de Galles                   | le 16 août 1969 contre l'Australie                            | 12     | 0      |
| 334 | Attie Baard           | le 17 décembre 1960 contre l'Irlande                          | le 17 décembre 1960 contre l'Irlande                          | 1      | 0      |
| 335 | Frik du Preez         | le 7 janvier 1961 contre l'Angleterre                         | le 7 août 1971 contre l'Australie                             | 38     | 11     |
| 336 | Colin Greenwood       | le 13 mai 1961 contre l'Irlande                               | le 13 mai 1961 contre l'Irlande                               | 1      | 6      |
| 337 | Charlie Nimb          | le 13 mai 1961 contre l'Irlande                               | le 13 mai 1961 contre l'Irlande                               | 1      | 9      |
| 338 | Ben-Piet van Zyl      | le 13 mai 1961 contre l'Irlande                               | le 13 mai 1961 contre l'Irlande                               | 1      | 6      |
| 339 | Piet van Zyl          | le 13 mai 1961 contre l'Irlande                               | le 13 mai 1961 contre l'Irlande                               | 1      | 0      |
| 340 | Mof Myburgh           | le 23 juin 1962 contre les Lions britanniques et irlandais    | le 12 septembre 1970 contre la Nouvelle-Zélande               | 18     | 0      |
| 341 | Ormond Taylor         | le 23 juin 1962 contre les Lions britanniques et irlandais    | le 23 juin 1962 contre les Lions britanniques et irlandais    | 1      | 0      |
| 342 | Wang Wyness           | le 23 juin 1962 contre les Lions britanniques et irlandais    | le 10 août 1963 contre l'Australie                            | 5      | 3      |
| 343 | Chris Bezuidenhout    | le 21 juillet 1962 contre les Lions britanniques et irlandais | le 25 août 1962 contre les Lions britanniques et irlandais    | 3      | 0      |
| 344 | Hannes Botha          | le 21 juillet 1962 contre les Lions britanniques et irlandais | le 25 août 1962 contre les Lions britanniques et irlandais    | 3      | 0      |
| 345 | Dawie de Villiers     | le 21 juillet 1962 contre les Lions britanniques et irlandais | le 12 septembre 1970 contre la Nouvelle-Zélande               | 25     | 9      |
| 346 | Tommy Bedford         | le 13 juillet 1963 contre l'Australie                         | le 19 juin 1971 contre la France                              | 25     | 3      |
| 347 | Gert Cilliers         | le 13 juillet 1963 contre l'Australie                         | le 7 septembre 1963 contre l'Australie                        | 3      | 3      |
| 348 | Dick Putter           | le 13 juillet 1963 contre l'Australie                         | le 7 septembre 1963 contre l'Australie                        | 3      | 0      |
| 349 | Trix Truter           | le 13 juillet 1963 contre l'Australie                         | le 26 juin 1965 contre l'Australie                            | 3      | 3      |
| 350 | Hannes Marais         | le 24 août 1963 contre l'Australie                            | le 30 novembre 1974 contre la France                          | 35     | 3      |
| 351 | Poens Prinsloo        | le 24 août 1963 contre l'Australie                            | le 24 août 1963 contre l'Australie                            | 1      | 0      |
| 352 | Norman Riley          | le 24 août 1963 contre l'Australie                            | le 24 août 1963 contre l'Australie                            | 1      | 0      |
| 353 | Haas Schoeman         | le 24 août 1963 contre l'Australie                            | le 21 août 1965 contre la Nouvelle-Zélande                    | 7      | 0      |
| 354 | Nelie Smith           | le 24 août 1963 contre l'Australie                            | le 21 août 1965 contre la Nouvelle-Zélande                    | 7      | 12     |
| 355 | Corra Dirksen         | le 7 septembre 1963 contre l'Australie                        | le 22 juillet 1968 contre les Lions britanniques et irlandais | 10     | 9      |
| 356 | Tiny Naude            | le 7 septembre 1963 contre l'Australie                        | le 27 juillet 1968 contre les Lions britanniques et irlandais | 14     | 47     |
| 357 | Gawie Carelse         | le 23 mai 1964 contre le pays de Galles                       | le 6 décembre 1969 contre l'Écosse                            | 14     | 0      |
| 358 | Mike Lawless          | le 25 juillet 1964 contre la France                           | le 24 juin 1970 contre le pays de Galles                      | 4      | 0      |
| 359 | Don Walton            | le 25 juillet 1964 contre la France                           | le 20 décembre 1969 contre l'Angleterre                       | 8      | 0      |
| 360 | Wynand Mans           | le 10 avril 1965 contre l'Irlande                             | le 17 avril 1965 contre l'Écosse                              | 2      | 5      |
| 361 | Snowy Suter           | le 10 avril 1965 contre l'Irlande                             | le 17 avril 1965 contre l'Écosse                              | 2      | 0      |
| 362 | Jannie Barnard        | le 17 avril 1965 contre l'Écosse                              | le 18 septembre 1965 contre la Nouvelle-Zélande               | 5      | 0      |
| 363 | Dirk de Vos           | le 17 avril 1965 contre l'Écosse                              | le 6 décembre 1969 contre l'Écosse                            | 3      | 0      |
| 364 | Piet Botha            | le 19 juin 1965 contre l'Australie                            | le 26 juin 1965 contre l'Australie                            | 2      | 0      |
| 365 | Gertjie Brynard       | le 19 juin 1965 contre l'Australie                            | le 27 juillet 1968 contre les Lions britanniques et irlandais | 7      | 6      |
| 366 | Andy MacDonald        | le 19 juin 1965 contre l'Australie                            | le 18 septembre 1965 contre la Nouvelle-Zélande               | 5      | 0      |
| 367 | Hambly Parker         | le 19 juin 1965 contre l'Australie                            | le 26 juin 1965 contre l'Australie                            | 2      | 0      |
| 368 | Jan Ellis             | le 31 juillet 1965 contre la Nouvelle-Zélande                 | le 24 juillet 1976 contre la Nouvelle-Zélande                 | 38     | 21     |
| 369 | Sakkie van Zyl        | le 31 juillet 1965 contre la Nouvelle-Zélande                 | le 18 septembre 1965 contre la Nouvelle-Zélande               | 4      | 0      |
| 370 | Piet Goosen           | le 21 août 1965 contre la Nouvelle-Zélande                    | le 21 août 1965 contre la Nouvelle-Zélande                    | 1      | 0      |
| 371 | HO de Villiers        | le 15 juillet 1967 contre la France                           | le 24 janvier 1970 contre le pays de Galles                   | 14     | 26     |
| 372 | Albie de Waal         | le 15 juillet 1967 contre la France                           | le 12 août 1967 contre la France                              | 4      | 0      |
| 373 | Piet Greyling         | le 15 juillet 1967 contre la France                           | le 3 juin 1972 contre l'Angleterre                            | 25     | 15     |
| 374 | Gert Kotzé            | le 15 juillet 1967 contre la France                           | le 12 août 1967 contre la France                              | 4      | 0      |
| 375 | Tiny Neethling        | le 15 juillet 1967 contre la France                           | le 8 août 1970 contre la Nouvelle-Zélande                     | 8      | 0      |
| 376 | Eben Olivier          | le 15 juillet 1967 contre la France                           | le 20 décembre 1969 contre l'Angleterre                       | 16     | 15     |
| 377 | Gys Pitzer            | le 15 juillet 1967 contre la France                           | le 20 septembre 1969 contre l'Australie                       | 12     | 0      |
| 378 | Piet Visagie          | le 15 juillet 1967 contre la France                           | le 7 août 1971 contre l'Australie                             | 25     | 130    |
| 379 | Syd Nomis             | le 12 août 1967 contre la France                              | le 3 juin 1972 contre l'Angleterre                            | 25     | 18     |
| 379 | Rodney Gould          | le 8 juin 1968 contre les Lions britanniques et irlandais     | le 27 juillet 1968 contre les Lions britanniques et irlandais | 4      | 3      |
| 380 | Thys Lourens          | le 22 juin 1968 contre les Lions britanniques et irlandais    | le 27 juillet 1968 contre les Lions britanniques et irlandais | 3      | 3      |
| 381 | André de Wet          | le 6 septembre 1969 contre l'Australie                        | le 20 décembre 1969 contre l'Angleterre                       | 3      | 0      |
| 382 | Gert Muller           | le 6 septembre 1969 contre l'Australie                        | le 27 juillet 1974 contre les Lions britanniques et irlandais | 14     | 12     |
| 383 | Charlie Cockrell      | le 6 décembre 1969 contre l'Écosse                            | le 24 janvier 1970 contre le pays de Galles                   | 3      | 0      |
| 384 | Tonie Roux            | le 6 décembre 1969 contre l'Écosse                            | le 27 juillet 1974 contre les Lions britanniques et irlandais | 7      | 0      |
| 386 | Andy van der Watt     | le 6 décembre 1969 contre l'Écosse                            | le 10 janvier 1970 contre l'Irlande                           | 3      | 0      |
| 387 | Albie Bates           | le 20 décembre 1969 contre l'Angleterre                       | le 3 juin 1972 contre l'Angleterre                            | 4      | 0      |
| 388 | Sakkie de Klerk       | le 20 décembre 1969 contre l'Angleterre                       | le 24 janvier 1970 contre le pays de Galles                   | 3      | 0      |
| 389 | Johann van der Merwe  | le 24 janvier 1970 contre le pays de Galles                   | le 24 janvier 1970 contre le pays de Galles                   | 1      | 0      |
| 390 | Joggie Jansen         | le 25 juillet 1970 contre la Nouvelle-Zélande                 | le 3 juin 1972 contre l'Angleterre                            | 10     | 3      |
| 391 | Ian McCallum          | le 25 juillet 1970 contre la Nouvelle-Zélande                 | le 22 juin 1974 contre les Lions britanniques et irlandais    | 11     | 62     |
| 392 | Johan Spies           | le 25 juillet 1970 contre la Nouvelle-Zélande                 | le 12 septembre 1970 contre la Nouvelle-Zélande               | 4      | 0      |
| 393 | Piston van Wyk        | le 25 juillet 1970 contre la Nouvelle-Zélande                 | le 18 septembre 1976 contre la Nouvelle-Zélande               | 15     | 0      |
| 394 | Robbie Barnard        | le 8 août 1970 contre la Nouvelle-Zélande                     | le 8 août 1970 contre la Nouvelle-Zélande                     | 1      | 0      |
| 395 | Peter Cronjé          | le 12 juin 1971 contre la France                              | le 27 juillet 1974 contre les Lions britanniques et irlandais | 7      | 10     |
| 397 | Sakkie Sauermann      | le 12 juin 1971 contre la France                              | le 8 juin 1974 contre les Lions britanniques et irlandais     | 5      | 0      |
| 396 | Joggie Viljoen        | le 12 juin 1971 contre la France                              | le 3 juin 1972 contre l'Angleterre                            | 6      | 6      |
| 398 | John Williams         | le 12 juin 1971 contre la France                              | le 14 août 1976 contre la Nouvelle-Zélande                    | 13     | 0      |
| 399 | Morné du Plessis      | le 17 juillet 1971 contre l'Australie                         | le 8 novembre 1980 contre la France                           | 22     | 12     |
| 400 | Hannes Viljoen        | le 17 juillet 1971 contre l'Australie                         | le 7 août 1971 contre l'Australie                             | 3      | 6      |

## 401 à 500
| Sommaire                                                                                         |
| ------------------------------------------------------------------------------------------------ |
| Haut • 1 à 100 • 101 à 200 • 201 à 300 • 301 à 400 • 401 à 500 501 à 600 • 601 à 700 • 701 à 800 |

| No  | Nom                   | Première sélection                                            | Dernière sélection                                            | Matchs | Points |
| --- | --------------------- | ------------------------------------------------------------- | ------------------------------------------------------------- | ------ | ------ |
| 401 | Martiens Louw         | le 31 juillet 1971 contre l'Australie                         | le 7 août 1971 contre l'Australie                             | 2      | 0      |
| 402 | Niek Bezuidenhout     | le 3 juin 1972 contre l'Angleterre                            | le 27 août 1977 contre une sélection mondiale                 | 9      | 0      |
| 403 | Ray Carlson           | le 3 juin 1972 contre l'Angleterre                            | le 3 juin 1972 contre l'Angleterre                            | 1      | 0      |
| 404 | Piet du Plessis       | le 3 juin 1972 contre l'Angleterre                            | le 3 juin 1972 contre l'Angleterre                            | 1      | 0      |
| 405 | Dawie Snyman          | le 3 juin 1972 contre l'Angleterre                            | le 27 août 1977 contre une sélection mondiale                 | 10     | 24     |
| 406 | Jan-Boland Coetzee    | le 8 juin 1974 contre les Lions britanniques et irlandais     | le 18 septembre 1976 contre la Nouvelle-Zélande               | 6      | 0      |
| 407 | Kevin de Klerk        | le 8 juin 1974 contre les Lions britanniques et irlandais     | le 6 juin 1981 contre l'Irlande                               | 13     | 0      |
| 408 | Roy McCallum          | le 8 juin 1974 contre les Lions britanniques et irlandais     | le 8 juin 1974 contre les Lions britanniques et irlandais     | 1      | 0      |
| 409 | Johan Oosthuizen      | le 8 juin 1974 contre les Lions britanniques et irlandais     | le 18 septembre 1976 contre la Nouvelle-Zélande               | 9      | 8      |
| 410 | Chris Pope            | le 8 juin 1974 contre les Lions britanniques et irlandais     | le 18 septembre 1976 contre la Nouvelle-Zélande               | 9      | 4      |
| 411 | Peter Whipp           | le 8 juin 1974 contre les Lions britanniques et irlandais     | le 3 mai 1980 contre les Jaguars d'Amérique du Sud            | 8      | 4      |
| 412 | Paul Bayvel           | le 22 juin 1974 contre les Lions britanniques et irlandais    | le 18 septembre 1976 contre la Nouvelle-Zélande               | 10     | 0      |
| 413 | Gerald Bosch          | le 22 juin 1974 contre les Lions britanniques et irlandais    | le 18 septembre 1976 contre la Nouvelle-Zélande               | 9      | 89     |
| 414 | Dave Frederickson     | le 22 juin 1974 contre les Lions britanniques et irlandais    | le 3 mai 1980 contre les Jaguars d'Amérique du Sud            | 3      | 0      |
| 415 | Gerrie Germishuys     | le 22 juin 1974 contre les Lions britanniques et irlandais    | le 25 septembre 1981 contre les États-Unis                    | 20     | 48     |
| 416 | Dugald MacDonald      | le 22 juin 1974 contre les Lions britanniques et irlandais    | le 22 juin 1974 contre les Lions britanniques et irlandais    | 1      | 0      |
| 417 | Jackie Snyman         | le 22 juin 1974 contre les Lions britanniques et irlandais    | le 27 juillet 1974 contre les Lions britanniques et irlandais | 3      | 18     |
| 418 | leon Vogel            | le 22 juin 1974 contre les Lions britanniques et irlandais    | le 22 juin 1974 contre les Lions britanniques et irlandais    | 1      | 0      |
| 419 | Johan de Bruyn        | le 13 juillet 1974 contre les Lions britanniques et irlandais | le 13 juillet 1974 contre les Lions britanniques et irlandais | 1      | 0      |
| 420 | Polla Fourie          | le 13 juillet 1974 contre les Lions britanniques et irlandais | le 13 juillet 1974 contre les Lions britanniques et irlandais | 1      | 0      |
| 421 | Klippies Kritzinger   | le 13 juillet 1974 contre les Lions britanniques et irlandais | le 18 septembre 1976 contre la Nouvelle-Zélande               | 7      | 4      |
| 422 | Jan Schlebusch        | le 13 juillet 1974 contre les Lions britanniques et irlandais | le 28 juin 1975 contre la France                              | 3      | 0      |
| 423 | Gerrie Sonnekus       | le 13 juillet 1974 contre les Lions britanniques et irlandais | le 9 juin 1984 contre l'Angleterre                            | 3      | 4      |
| 424 | Moaner van Heerden    | le 13 juillet 1974 contre les Lions britanniques et irlandais | le 8 novembre 1980 contre la France                           | 17     | 4      |
| 425 | Kleintjie Grobler     | le 27 juillet 1974 contre les Lions britanniques et irlandais | le 28 juin 1975 contre la France                              | 3      | 4      |
| 426 | Rampie Stander        | le 27 juillet 1974 contre les Lions britanniques et irlandais | le 18 septembre 1976 contre la Nouvelle-Zélande               | 5      | 0      |
| 427 | Robert Cockrell       | le 23 novembre 1974 contre les États-Unis                     | le 25 septembre 1981 contre les États-Unis                    | 11     | 4      |
| 428 | Tossie Fourie         | le 23 novembre 1974 contre les États-Unis                     | le 28 juin 1975 contre la France                              | 4      | 10     |
| 429 | Ian Robertson         | le 23 novembre 1974 contre les États-Unis                     | le 18 septembre 1976 contre la Nouvelle-Zélande               | 5      | 3      |
| 430 | Willem Stapelberg     | le 23 novembre 1974 contre les États-Unis                     | le 30 novembre contre la France                               | 2      | 8      |
| 431 | André Bestbier        | le 30 novembre 1974 contre la France                          | le 30 novembre 1974 contre la France                          | 1      | 0      |
| 432 | Derek van den Berg    | le 21 juin 1975 contre la France                              | le 14 août 1976 contre la Nouvelle-Zélande                    | 4      | 0      |
| 433 | Edrich Krantz         | le 24 juillet 1976 contre la Nouvelle-Zélande                 | le 30 mai 1981 contre l'Irlande                               | 2      | 4      |
| 434 | De Wet Ras            | le 24 juillet 1976 contre la Nouvelle-Zélande                 | le 3 mai 1980 contre les Jaguars d'Amérique du Sud            | 2      | 0      |
| 435 | Theuns Stofberg       | le 14 août 1976 contre la Nouvelle-Zélande                    | le 9 juin 1984 contre l'Angleterre                            | 21     | 24     |
| 436 | Johan Strauss         | le 4 septembre 1976 contre la Nouvelle-Zélande                | le 26 avril 1980 contre les Jaguars d'Amérique du Sud         | 3      | 0      |
| 437 | Robbie Blair          | le 27 août 1977 contre une sélection mondiale                 | le 27 août 1977 contre une sélection mondiale                 | 1      | 21     |
| 438 | Daan du Plessis       | le 27 août 1977 contre une sélection mondiale                 | le 3 mai 1980 contre les Jaguars d'Amérique du Sud            | 2      | 0      |
| 439 | Dirk Froneman         | le 27 août 1977 contre une sélection mondiale                 | le 27 août 1977 contre une sélection mondiale                 | 1      | 0      |
| 440 | Louis Moolman         | le 27 août 1977 contre une sélection mondiale                 | le 31 mai 1986 contre les Cavaliers de Nouvelle-Zélande       | 24     | 0      |
| 441 | Hermanus Potgieter    | le 27 août 1977 contre une sélection mondiale                 | le 27 août 1977 contre une sélection mondiale                 | 1      | 4      |
| 442 | Piet Veldsman         | le 27 août 1977 contre une sélection mondiale                 | le 27 août 1977 contre une sélection mondiale                 | 1      | 0      |
| 443 | Chris Wagenaar        | le 27 août 1977 contre une sélection mondiale                 | le 27 août 1977 contre une sélection mondiale                 | 1      | 0      |
| 444 | Barry Wolmarans       | le 27 août 1977 contre une sélection mondiale                 | le 27 août 1977 contre une sélection mondiale                 | 1      | 4      |
| 445 | Naas Botha            | le 26 avril 1980 contre les Jaguars d'Amérique du Sud         | le 14 novembre 1992 contre l'Angleterre                       | 28     | 312    |
| 446 | Tommy du Plessis      | le 26 avril 1980 contre les Jaguars d'Amérique du Sud         | le 3 mai 1980 contre les Jaguars d'Amérique du Sud            | 2      | 4      |
| 447 | Willie du Plessis     | le 26 avril 1980 contre les Jaguars d'Amérique du Sud         | le 3 avril 1982 contre les Jaguars d'Amérique du Sud          | 14     | 12     |
| 448 | Pierre Edwards        | le 26 avril 1980 contre les Jaguars d'Amérique du Sud         | le 3 mai 1980 contre les Jaguars d'Amérique du Sud            | 2      | 0      |
| 449 | Rob Louw              | le 26 avril 1980 contre les Jaguars d'Amérique du Sud         | le 27 octobre 1984 contre les Jaguars d'Amérique du Sud       | 19     | 20     |
| 450 | Ray Mordt             | le 26 avril 1980 contre les Jaguars d'Amérique du Sud         | le 27 octobre 1984 contre une sélection d'Amérique du Su      | 18     | 48     |
| 451 | Richard Prentis       | le 26 avril 1980 contre les Jaguars d'Amérique du Sud         | le 6 juin 1981 contre l'Irlande                               | 11     | 0      |
| 452 | Gysie Pienaar         | le 3 mai 1980 contre les Jaguars d'Amérique du Sud            | le 12 septembre 1981 contre la Nouvelle-Zélande               | 13     | 14     |
| 453 | Willie Kahts          | le 31 mai 1980 contre les Lions britanniques et irlandais     | le 3 avril 1982 contre les Jaguars d'Amérique du Sud          | 11     | 4      |
| 454 | Martiens le Roux      | le 31 mai 1980 contre les Lions britanniques et irlandais     | le 30 mai 1981 contre l'Irlande                               | 8      | 0      |
| 455 | Divan Serfontein      | le 31 mai 1980 contre les Lions britanniques et irlandais     | le 27 octobre 1984 contre les Jaguars d'Amérique du Sud       | 19     | 12     |
| 456 | David Smith           | le 31 mai 1980 contre les Lions britanniques et irlandais     | le 12 juillet 1980 contre les Lions britanniques et irlandais | 4      | 0      |
| 457 | Thys Burger           | le 14 juin 1980 contre les Lions britanniques et irlandais    | le 25 septembre 1981 contre les États-Unis                    | 3      | 8      |
| 458 | Ewoud Malan           | le 28 juin 1980 contre les Lions britanniques et irlandais    | le 12 juillet 1980 contre les Lions britanniques et irlandais | 2      | 0      |
| 459 | Danie Gerber          | le 18 octobre 1980 contre les Jaguars d'Amérique du Sud       | le 14 novembre 1992 contre l'Angleterre                       | 24     | 82     |
| 460 | Wynand Claassen       | le 30 mai 1981 contre l'Irlande                               | le 3 avril 1982 contre les Jaguars d'Amérique du Sud          | 7      | 0      |
| 461 | Errol Tobias          | le 30 mai 1981 contre l'Irlande                               | le 27 octobre 1984 contre les Jaguars d'Amérique du Sud       | 6      | 22     |
| 462 | Ockie Oosthuizen      | le 30 mai 1981 contre l'Irlande                               | le 9 juin 1984 contre l'Angleterre                            | 9      | 4      |
| 463 | Hennie Bekker         | le 15 août 1981 contre la Nouvelle-Zélande                    | le 12 septembre 1981 contre la Nouvelle-Zélande               | 2      | 4      |
| 464 | Darius Botha          | le 15 août 1981 contre la Nouvelle-Zélande                    | le 15 août 1981 contre la Nouvelle-Zélande                    | 1      | 0      |
| 465 | Hempies du Toit       | le 15 août 1981 contre la Nouvelle-Zélande                    | le 9 juin 1984 contre l'Angleterre                            | 5      | 0      |
| 466 | Eben Jansen           | le 15 août 1981 contre la Nouvelle-Zélande                    | le 15 août 1981 contre la Nouvelle-Zélande                    | 1      | 0      |
| 467 | Henning van Aswegen   | le 15 août 1981 contre la Nouvelle-Zélande                    | le 3 avril 1982 contre les Jaguars d'Amérique du Sud          | 2      | 0      |
| 468 | Burger Geldenhuys     | le 29 août 1981 contre la Nouvelle-Zélande                    | le 2 septembre 1989 contre une sélection mondiale             | 7      | 4      |
| 469 | Flippie van der Merwe | le 29 août 1981 contre la Nouvelle-Zélande                    | le 26 août 1989 contre une sélection mondiale                 | 6      | 0      |
| 470 | De Villiers Visser    | le 29 août 1981 contre la Nouvelle-Zélande                    | le 25 septembre 1981 contre les États-Unis                    | 2      | 0      |
| 471 | Colin Beck            | le 29 août 1981 contre la Nouvelle-Zélande                    | le 25 septembre 1981 contre les États-Unis                    | 3      | 4      |
| 472 | Johan Heunis          | le 12 septembre 1981 contre la Nouvelle-Zélande               | le 2 septembre 1989 contre une sélection mondiale             | 14     | 41     |
| 473 | Carel du Plessis      | le 27 mars 1982 contre les Jaguars d'Amérique du Sud          | le 2 septembre 1989 contre une sélection mondiale             | 12     | 16     |
| 474 | Schalk Burger         | le 2 juin 1984 contre l'Angleterre                            | le 31 mai 1986 contre les Cavaliers de Nouvelle-Zélande       | 6      | 0      |
| 475 | Chris Rogers          | le 2 juin 1984 contre l'Angleterre                            | le 27 octobre 1984 contre les Jaguars d'Amérique du Sud       | 4      | 0      |
| 476 | John Villet           | le 2 juin 1984 contre l'Angleterre                            | le 9 juin 1984 contre l'Angleterre                            | 2      | 0      |
| 477 | Vleis Visagie         | le 2 juin 1984 contre l'Angleterre                            | le 26 juin 1993 contre la France                              | 5      | 0      |
| 478 | Avril Williams        | le 2 juin 1984 contre l'Angleterre                            | le 9 juin 1984 contre l'Angleterre                            | 2      | 0      |
| 479 | Anton Barnard         | le 20 octobre 1984 contre les Jaguars d'Amérique du Sud       | le 17 mai 1986 contre les Cavaliers de Nouvelle-Zélande       | 4      | 0      |
| 480 | Michael du Plessis    | le 20 octobre 1984 contre les Jaguars d'Amérique du Sud       | le 2 septembre 1989 contre une sélection mondiale             | 8      | 7      |
| 481 | Kulu Ferreira         | le 20 octobre 1984 contre les Jaguars d'Amérique du Sud       | le 27 octobre 1984 contre les Jaguars d'Amérique du Sud       | 2      | 4      |
| 482 | Nick Mallett          | le 20 octobre 1984 contre les Jaguars d'Amérique du Sud       | le 27 octobre 1984 contre les Jaguars d'Amérique du Sud       | 2      | 4      |
| 483 | Attie Strauss         | le 20 octobre 1984 contre les Jaguars d'Amérique du Sud       | le 27 octobre 1984 contre les Jaguars d'Amérique du Sud       | 2      | 0      |
| 484 | Wahl Bartmann         | le 10 mai 1986 contre les Cavaliers de Nouvelle-Zélande       | le 24 octobre 1992 contre la France                           | 8      | 0      |
| 485 | Jannie Breedt         | le 10 mai 1986 contre les Cavaliers de Nouvelle-Zélande       | le 22 août 1992 contre l'Australie                            | 8      | 0      |
| 486 | Christo Ferreira      | le 10 mai 1986 contre les Cavaliers de Nouvelle-Zélande       | le 17 mai 1986 contre les Cavaliers de Nouvelle-Zélande       | 2      | 0      |
| 487 | Jaco Reinach          | le 10 mai 1986 contre les Cavaliers de Nouvelle-Zélande       | le 31 mai 1986 contre les Cavaliers de Nouvelle-Zélande       | 4      | 8      |
| 489 | Uli Schmidt           | le 10 mai 1986 contre les Cavaliers de Nouvelle-Zélande       | le 26 novembre 1994 contre le pays de Galles                  | 17     | 9      |
| 489 | Gert Smal             | le 10 mai 1986 contre les Cavaliers de Nouvelle-Zélande       | le 2 septembre 1989 contre une sélection mondiale             | 6      | 4      |
| 490 | Frans Erasmus         | le 24 mai 1986 contre les Cavaliers de Nouvelle-Zélande       | le 2 septembre 1989 contre une sélection mondiale             | 3      | 0      |
| 491 | Piet Kruger           | le 24 mai 1986 contre les Cavaliers de Nouvelle-Zélande       | le 31 mai 1986 contre les Cavaliers de Nouvelle-Zélande       | 2      | 0      |
| 492 | Garth Wright          | le 24 mai 1986 contre les Cavaliers de Nouvelle-Zélande       | le 14 novembre 1992 contre l'Angleterre                       | 7      | 4      |
| 493 | Helgard Muller        | le 31 mai 1986 contre les Cavaliers de Nouvelle-Zélande       | le 26 août 1989 contre une sélection mondiale                 | 2      | 0      |
| 494 | Kobus Burger          | le 26 août 1989 contre une sélection mondiale                 | le 2 septembre 1989 contre une sélection mondiale             | 2      | 0      |
| 495 | Niel Hugo             | le 26 août 1989 contre une sélection mondiale                 | le 2 septembre 1989 contre une sélection mondiale             | 2      | 0      |
| 496 | Faffa Knoetze         | le 26 août 1989 contre une sélection mondiale                 | le 2 septembre 1989 contre une sélection mondiale             | 2      | 4      |
| 497 | Adolf Malan           | le 26 août 1989 contre une sélection mondiale                 | le 14 novembre 1992 contre l'Angleterre                       | 7      | 0      |
| 498 | Heinrich Rodgers      | le 26 août 1989 contre une sélection mondiale                 | le 24 octobre 1992 contre la France                           | 5      | 0      |
| 499 | André Joubert         | le 26 août 1989 contre une sélection mondiale                 | le 23 août 1997 contre l'Australie                            | 34     | 115    |
| 500 | Robert du Preez       | le 15 août 1992 contre la Nouvelle-Zélande                    | le 21 août 1993 contre l'Australie                            | 7      | 0      |

## 501 à 600
| Sommaire                                                                                         |
| ------------------------------------------------------------------------------------------------ |
| Haut • 1 à 100 • 101 à 200 • 201 à 300 • 301 à 400 • 401 à 500 501 à 600 • 601 à 700 • 701 à 800 |

| No  | Nom                      | Première sélection                                           | Dernière sélection                                         | Matchs | Points |
| --- | ------------------------ | ------------------------------------------------------------ | ---------------------------------------------------------- | ------ | ------ |
| 501 | Adri Geldenhuys          | le 15 août 1992 contre la Nouvelle-Zélande                   | le 24 octobre 1992 contre la France                        | 4      | 0      |
| 502 | Pieter Hendriks          | le 15 août 1992 contre la Nouvelle-Zélande                   | le 31 août 1996 contre la Nouvelle-Zélande                 | 14     | 10     |
| 503 | Ian MacDonald            | le 15 août 1992 contre la Nouvelle-Zélande                   | le 13 avril 1995 contre les Samoa                          | 6      | 0      |
| 504 | Lood Muller              | le 15 août 1992 contre la Nouvelle-Zélande                   | le 22 août 1992 contre l'Australie                         | 2      | 0      |
| 505 | Pieter Muller            | le 15 août 1992 contre la Nouvelle-Zélande                   | le 4 novembre 1999 contre la Nouvelle-Zélande              | 33     | 15     |
| 506 | James Small              | le 15 août 1992 contre la Nouvelle-Zélande                   | le 6 décembre 1997 contre l'Écosse                         | 47     | 100    |
| 507 | Theo Jansen van Rensburg | le 15 août 1992 contre la Nouvelle-Zélande                   | le 23 juillet 1994 contre la Nouvelle-Zélande              | 7      | 40     |
| 508 | Heinrich Füls            | le 15 août 1992 contre la Nouvelle-Zélande                   | le 13 novembre 1993 contre l'Argentine                     | 8      | 0      |
| 509 | Johan Styger             | le 15 août 1992 contre la Nouvelle-Zélande                   | le 21 août 1993 contre l'Australie                         | 7      | 0      |
| 510 | Drikus Hattingh          | le 22 août 1992 contre l'Australie                           | le 15 octobre 1994 contre l'Argentine                      | 5      | 0      |
| 511 | Willie Hills             | le 17 octobre 1992 contre la France                          | le 31 juillet 1993 contre l'Australie                      | 6      | 0      |
| 512 | Jacques Olivier          | le 17 octobre 1992 contre la France                          | le 15 décembre 1996 contre le pays de Galles               | 17     | 15     |
| 513 | Hugh Reece-Edwards       | le 17 octobre 1992 contre la France                          | le 14 août 1993 contre l'Australie                         | 3      | 0      |
| 514 | Adriaan Richter          | le 17 octobre 1992 contre la France                          | le 10 juin 1995 contre les Samoa                           | 10     | 20     |
| 515 | Tiaan Strauss            | le 17 octobre 1992 contre la France                          | le 15 octobre 1994 contre l'Argentine                      | 15     | 20     |
| 516 | Keith Andrews            | le 14 novembre 1992 contre l'Angleterre                      | le 6 août 1994 contre la Nouvelle-Zélande                  | 9      | 0      |
| 517 | FC Smit                  | le 14 novembre 1992 contre l'Angleterre                      | le 14 novembre 1992 contre l'Angleterre                    | 1      | 0      |
| 518 | Hennie le Roux           | le 26 juin 1993 contre la France                             | le 15 décembre 1996 contre le pays de Galles               | 27     | 34     |
| 519 | Francois Pienaar         | le 26 juin 1993 contre la France                             | le 10 août 1996 contre la Nouvelle-Zélande                 | 29     | 15     |
| 520 | Kobus Wiese              | le 26 juin 1993 contre la France                             | le 15 décembre 1996 contre le pays de Galles               | 18     | 5      |
| 521 | Deon Lotter              | le 3 juillet 1993 contre la France                           | le 14 août 1993 contre l'Australie                         | 3      | 0      |
| 522 | Hannes Strydom           | le 3 juillet 1993 contre la France                           | le 23 août 1997 contre l'Australie                         | 21     | 5      |
| 523 | Nico Wegner              | le 3 juillet 1993 contre la France                           | le 21 août 1993 contre l'Australie                         | 4      | 0      |
| 524 | Joël Stransky            | le 31 juillet 1993 contre l'Australie                        | le 31 août 1996 contre la Nouvelle-Zélande                 | 22     | 240    |
| 525 | Balie Swart              | le 31 juillet 1993 contre l'Australie                        | le 3 août 1996 contre l'Australie                          | 16     | 0      |
| 526 | John Allan               | le 31 juillet 1993 contre l'Australie                        | le 10 août 1996 contre la Nouvelle-Zélande                 | 13     | 0      |
| 527 | Henry Honiball           | le 21 août 1993 contre l'Australie                           | le 4 novembre 1999 contre la Nouvelle-Zélande              | 35     | 156    |
| 528 | Steve Atherton           | le 6 novembre 1993 contre l'Argentine                        | le 10 août 1996 contre la Nouvelle-Zélande                 | 8      | 0      |
| 529 | Guy Kebble               | le 6 novembre 1993 contre l'Argentine                        | le 23 juillet 1994 contre la Nouvelle-Zélande              | 4      | 0      |
| 530 | Ruben Kruger             | le 6 novembre 1993 contre l'Argentine                        | le 4 novembre 1999 contre la Nouvelle-Zélande              | 36     | 35     |
| 531 | Joost van der Westhuizen | le 6 novembre 1993 contre l'Argentine                        | le 8 novembre 2003 contre la Nouvelle-Zélande              | 89     | 190    |
| 532 | Naka Drotske             | le 13 novembre 1993 contre l'Argentine                       | le 4 novembre 1999 contre la Nouvelle-Zélande              | 26     | 15     |
| 533 | Gavin Johnson            | le 13 novembre 1993 contre l'Argentine                       | le 10 juin 1995 contre les Samoa                           | 7      | 86     |
| 534 | Chester Williams         | le 13 novembre 1993 contre l'Argentine                       | le 26 novembre 2000 contre le pays de Galles               | 27     | 70     |
| 535 | Ollie Le Roux            | le 4 juin 1994 contre l'Angleterre                           | le 17 août 2002 contre l'Australie                         | 54     | 5      |
| 536 | Fritz van Heerden        | le 4 juin 1994 contre l'Angleterre                           | le 10 octobre 1999 contre l'Espagne                        | 14     | 5      |
| 537 | Brendan Venter           | le 4 juin 1994 contre l'Angleterre                           | le 15 octobre 1999 contre l'Uruguay                        | 17     | 10     |
| 538 | Mark Andrews             | le 11 juin 1994 contre l'Angleterre                          | le 24 novembre 2001 contre l'Angleterre                    | 77     | 60     |
| 539 | Johan le Roux            | le 11 juin 1994 contre l'Angleterre                          | le 23 juillet 1994 contre la Nouvelle-Zélande              | 3      | 0      |
| 540 | Johan Roux               | le 11 juin 1994 contre l'Angleterre                          | le 17 août 1996 contre la Nouvelle-Zélande                 | 12     | 10     |
| 541 | Rudolf Straeuli          | le 9 juillet 1994 contre la Nouvelle-Zélande                 | le 18 novembre 1995 contre l'Angleterre                    | 10     | 20     |
| 542 | Japie Mulder             | le 23 juillet 1994 contre la Nouvelle-Zélande                | le 30 juin 2001 contre l'Italie                            | 34     | 30     |
| 543 | Os du Randt              | le 8 octobre 1994 contre l'Argentine                         | le 20 octobre 2007 contre l'Angleterre                     | 80     | 25     |
| 544 | Tommie Laubscher         | le 8 octobre 1994 contre l'Argentine                         | le 18 novembre 1995 contre l'Angleterre                    | 6      | 0      |
| 545 | Christiaan Scholtz       | le 8 octobre 1994 contre l'Argentine                         | le 10 juin 1995 contre les Samoa                           | 4      | 0      |
| 546 | James Dalton             | le 8 octobre 1994 contre l'Argentine                         | le 23 novembre 2002 contre l'Angleterre                    | 43     | 25     |
| 547 | Chris Badenhorst         | le 15 octobre 1994 contre l'Argentine                        | le 13 avril 1995 contre les Samoa                          | 2      | 10     |
| 548 | Elandré van der Bergh    | le 15 octobre 1994 contre l'Argentine                        | le 15 octobre 1994 contre l'Argentine                      | 1      | 0      |
| 549 | Phillip Schutte          | le 19 novembre 1994 contre l'Écosse                          | le 26 novembre 1994 contre le pays de Galles               | 2      | 0      |
| 550 | Chris Rossouw            | le 13 avril 1995 contre les Samoa                            | le 4 novembre 1999 contre la Nouvelle-Zélande              | 9      | 10     |
| 551 | Mornay Visser            | le 13 avril 1995 contre les Samoa                            | le 13 avril 1995 contre les Samoa                          | 1      | 0      |
| 552 | Garry Pagel              | le 25 mai 1995 contre l'Australie                            | le 31 août 1996 contre la Nouvelle-Zélande                 | 5      | 0      |
| 553 | Robbie Brink             | le 30 mai 1995 contre la Roumanie                            | le 3 juin 1995 contre le Canada                            | 2      | 0      |
| 554 | Marius Hurter            | le 30 mai 1995 contre la Roumanie                            | le 23 août 1997 contre l'Australie                         | 13     | 0      |
| 555 | Krynauw Otto             | le 30 mai 1995 contre la Roumanie                            | le 8 juillet 2000 contre l'Australie                       | 38     | 5      |
| 556 | Gary Teichmann           | le 2 septembre 1995 contre le pays de Galles                 | le 10 juillet 1999 contre la Nouvelle-Zélande              | 42     | 30     |
| 557 | Toks van der Linde       | le 12 novembre 1995 contre l'Italie                          | le 10 novembre 2001 contre la France                       | 7      | 0      |
| 558 | Johan Ackermann          | le 2 juillet 1996 contre les Fidji                           | le 7 juillet 2007 contre l'Australie                       | 13     | 0      |
| 559 | Justin Swart             | le 2 juillet 1996 contre les Fidji                           | le 6 décembre 1997 contre l'Écosse                         | 10     | 5      |
| 560 | Danie van Schalkwyk      | le 2 juillet 1996 contre les Fidji                           | le 2 août 1997 contre l'Australie                          | 8      | 10     |
| 561 | Dawie Theron             | le 3 août 1996 contre l'Australie                            | le 9 août 1997 contre la Nouvelle-Zélande                  | 13     | 0      |
| 562 | Andre Snyman             | le 17 août 1996 contre la Nouvelle-Zélande                   | le 17 juin 2006 contre l'Écosse                            | 38     | 50     |
| 563 | Henry Tromp              | le 17 août 1996 contre la Nouvelle-Zélande                   | le 30 novembre 1996 contre la France                       | 4      | 0      |
| 564 | André Venter             | le 17 août 1996 contre la Nouvelle-Zélande                   | le 1er décembre 2001 contre les États-Unis                 | 66     | 45     |
| 565 | Vlok Cilliers            | le 17 août 1996 contre la Nouvelle-Zélande                   | le 17 août 1996 contre la Nouvelle-Zélande                 | 1      | 0      |
| 566 | Wayne Fyvie              | le 24 août 1996 contre la Nouvelle-Zélande                   | le 16 novembre 1996 contre l'Argentine                     | 3      | 0      |
| 567 | Adrian Garvey            | le 9 novembre 1996 contre l'Argentine                        | le 10 octobre 1999 contre l'Espagne                        | 28     | 20     |
| 568 | Edrich Lubbe             | le 10 juin 1997 contre les Tonga                             | le 21 juin 1997 contre les Lions britanniques et irlandais | 2      | 17     |
| 569 | Russell Bennett          | le 10 juin 1997 contre les Tonga                             | le 9 août 1997 contre la Nouvelle-Zélande                  | 6      | 10     |
| 570 | Percy Montgomery         | le 28 juin 1997 contre les Lions britanniques et irlandais   | le 30 août 2008 contre l'Australie                         | 102    | 893    |
| 571 | Pieter Rossouw           | le 28 juin 1997 contre les Lions britanniques et irlandais   | le 28 juin 2003 contre l'Argentine                         | 43     | 105    |
| 572 | Jannie de Beer           | le 5 juillet 1997 contre les Lions britanniques et irlandais | le 30 octobre 1999 contre l'Australie                      | 13     | 181    |
| 573 | Rassie Erasmus           | le 5 juillet 1997 contre les Lions britanniques et irlandais | le 23 juin 2001 contre la France                           | 36     | 35     |
| 574 | Werner Swanepoel         | le 5 juillet 1997 contre les Lions britanniques et irlandais | le 26 août 2000 contre l'Australie                         | 20     | 30     |
| 575 | Warren Brosnihan         | le 23 août 1997 contre l'Australie                           | le 2 décembre 2000 contre l'Angleterre                     | 6      | 5      |
| 576 | Schutte Bekker           | le 23 août 1997 contre l'Australie                           | le 23 août 1997 contre l'Australie                         | 1      | 0      |
| 577 | Braam Els                | le 23 août 1997 contre l'Australie                           | le 23 août 1997 contre l'Australie                         | 1      | 0      |
| 578 | Dick Muir                | le 8 novembre 1997 contre l'Italie                           | le 6 décembre 1997 contre l'Écosse                         | 5      | 10     |
| 579 | Andrew Aitken            | le 22 novembre 1997 contre la France                         | le 22 août 1998 contre l'Australie                         | 7      | 0      |
| 580 | Bobby Skinstad           | le 29 novembre 1997 contre l'Angleterre                      | le 14 octobre 2007 contre l'Argentine                      | 42     | 55     |
| 581 | Willie Meyer             | le 6 décembre 1997 contre l'Écosse                           | le 9 novembre 2002 contre la France                        | 26     | 5      |
| 582 | Franco Smith             | le 6 décembre 1997 contre l'Écosse                           | le 7 août 1999 contre la Nouvelle-Zélande                  | 9      | 23     |
| 583 | Gaffie du Toit           | le 13 juin 1998 contre l'Irlande                             | le 24 juin 2006 contre la France                           | 14     | 108    |
| 584 | Stefan Terblanche        | le 13 juin 1998 contre l'Irlande                             | le 24 octobre 2003 contre la Géorgie                       | 37     | 95     |
| 585 | Maccy Hendricks          | le 20 juin 1998 contre l'Irlande                             | le 27 juin 1998 contre le pays de Galles                   | 2      | 5      |
| 586 | Robbie Kempson           | le 20 juin 1998 contre l'Irlande                             | le 2 août 2003 contre l'Australie                          | 37     | 5      |
| 587 | Christian Stewart        | le 21 novembre 1998 contre l'Écosse                          | le 5 décembre 1998 contre l'Angleterre                     | 3      | 0      |
| 588 | Selborne Boome           | le 12 juin 1999 contre l'Italie                              | le 8 novembre 2003 contre la Nouvelle-Zélande              | 20     | 5      |
| 589 | Robbie Fleck             | le 12 juin 1999 contre l'Italie                              | le 23 novembre 2002 contre l'Angleterre                    | 31     | 50     |
| 590 | Breyton Paulse           | le 12 juin 1999 contre l'Italie                              | le 14 juillet 2007 contre la Nouvelle-Zélande              | 64     | 130    |
| 591 | Cobus Visagie            | le 12 juin 1999 contre l'Italie                              | le 28 juin 2003 contre l'Argentine                         | 29     | 0      |
| 592 | Charl Marais             | le 12 juin 1999 contre l'Italie                              | le 12 novembre 2000 contre l'Argentine                     | 12     | 5      |
| 593 | Albert van den Berg      | le 12 juin 1999 contre l'Italie                              | le 24 novembre 2007 contre le pays de Galles               | 51     | 20     |
| 594 | Dave von Hoesslin        | le 12 juin 1999 contre l'Italie                              | le 17 juillet 1999 contre l'Australie                      | 5      | 10     |
| 595 | André Vos                | le 12 juin 1999 contre l'Italie                              | le 1er décembre 2001 contre les États-Unis                 | 33     | 25     |
| 596 | Corné Krige              | le 19 juin 1999 contre l'Italie                              | le 8 novembre 2003 contre la Nouvelle-Zélande              | 39     | 10     |
| 597 | Deon Kayser              | le 19 juin 1999 contre l'Italie                              | le 25 août 2001 contre la Nouvelle-Zélande                 | 13     | 25     |
| 598 | Braam van Straaten       | le 19 juin 1999 contre l'Italie                              | le 24 novembre 2001 contre l'Angleterre                    | 21     | 221    |
| 599 | Anton Leonard            | le 17 juillet 1999 contre l'Australie                        | le 10 octobre 1999 contre l'Espagne                        | 2      | 5      |
| 600 | Wayne Julies             | le 10 octobre 1999 contre l'Espagne                          | le 22 septembre 2007 contre les Tonga                      | 11     | 10     |

## 601 à 700

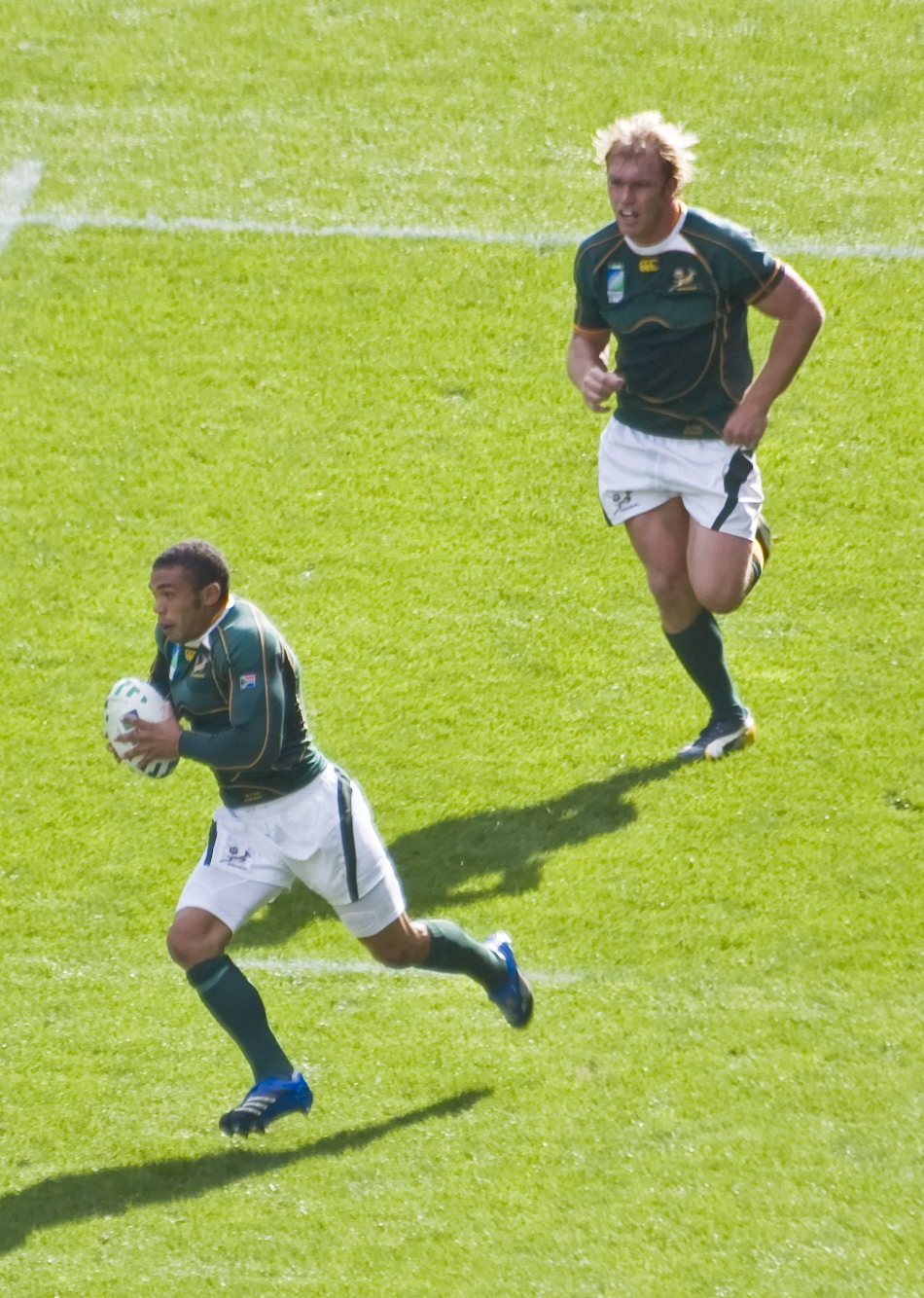
Bryan Habana

| Sommaire                                                                                         |
| ------------------------------------------------------------------------------------------------ |
| Haut • 1 à 100 • 101 à 200 • 201 à 300 • 301 à 400 • 401 à 500 501 à 600 • 601 à 700 • 701 à 800 |

| No  | Nom                     | Première sélection                            | Dernière sélection                                           | Matchs | Points |
| --- | ----------------------- | --------------------------------------------- | ------------------------------------------------------------ | ------ | ------ |
| 601 | Kaya Malotana           | le 10 octobre 1999 contre l'Espagne           | le 10 octobre 1999 contre l'Espagne                          | 1      | 0      |
| 602 | De Wet Barry            | le 10 juin 2000 contre le Canada              | le 24 juin 2006 contre la France                             | 39     | 15     |
| 603 | Thinus Delport          | le 10 juin 2000 contre le Canada              | le 8 novembre 2003 contre la Nouvelle-Zélande                | 18     | 15     |
| 604 | John Smit               | le 10 juin 2000 contre le Canada              | le 9 octobre 2011 contre l'Australie                         | 111    | 40     |
| 605 | Louis Koen              | le 8 juillet 2000 contre l'Australie          | le 8 novembre 2003 contre la Nouvelle-Zélande                | 15     | 145    |
| 606 | Grant Esterhuizen       | le 22 juillet 2000 contre la Nouvelle-Zélande | le 2 décembre 2000 contre l'Angleterre                       | 7      | 0      |
| 607 | Jannes Labuschagne      | le 22 juillet 2000 contre la Nouvelle-Zélande | le 23 novembre 2002 contre l'Angleterre                      | 11     | 0      |
| 608 | Jaco Van der Westhuyzen | le 19 août 2000 contre la Nouvelle-Zélande    | le 15 juillet 2006 contre l'Australie                        | 32     | 51     |
| 609 | AJ Venter               | le 26 novembre 2000 contre le pays de Galles  | le 9 septembre 2006 contre l'Australie                       | 25     | 0      |
| 610 | Daniel van Zyl          | le 2 décembre 2000 contre l'Angleterre        | le 2 décembre 2000 contre l'Angleterre                       | 1      | 0      |
| 611 | Ettiené Fynn            | le 16 juin 2001 contre la France              | le 30 juin 2001 contre l'Italie                              | 2      | 0      |
| 612 | Dean Hall               | le 16 juin 2001 contre la France              | le 17 août 2002 contre l'Australie                           | 13     | 20     |
| 613 | Butch James             | le 16 juin 2001 contre la France              | le 11 septembre 2011 contre le pays de Galles                | 42     | 154    |
| 614 | Neil de Kock            | le 30 juin 2001 contre l'Italie               | le 8 novembre 2003 contre la Nouvelle-Zélande                | 10     | 10     |
| 615 | Conrad Jantjes          | le 30 juin 2001 contre l'Italie               | le 22 novembre 2008 contre l'Angleterre                      | 24     | 22     |
| 616 | Victor Matfield         | le 30 juin 2001 contre l'Italie               | le 30 octobre 2015 contre l'Argentine                        | 127    | 35     |
| 617 | Lukas van Biljon        | le 30 juin 2001 contre l'Italie               | le 9 août 2003 contre la Nouvelle-Zélande                    | 13     | 5      |
| 618 | Marius Joubert          | le 21 juillet 2001 contre la Nouvelle-Zélande | le 9 juillet 2005 contre l'Australie                         | 30     | 45     |
| 619 | Joe van Niekerk         | le 21 juillet 2001 contre la Nouvelle-Zélande | le 5 juin 2010 contre le pays de Galles                      | 52     | 50     |
| 620 | Trevor Halstead         | le 10 novembre 2001 contre la France          | le 14 juin 2003 contre l'Écosse                              | 6      | 15     |
| 621 | Deon de Kock            | le 17 novembre 2001 contre l'Italie           | le 1er décembre 2001 contre les États-Unis                   | 2      | 0      |
| 622 | Adrian Jacobs           | le 17 novembre 2001 contre l'Italie           | le 30 juillet 2011 contre la Nouvelle-Zélande                | 34     | 35     |
| 623 | Lawrence Sephaka        | le 1er décembre 2001 contre les États-Unis    | le 11 novembre 2006 contre l'Irlande                         | 24     | 0      |
| 624 | Warren Britz            | le 8 juin 2002 contre le pays de Galles       | le 8 juin 2002 contre le pays de Galles                      | 1      | 0      |
| 625 | Bolla Conradie          | le 8 juin 2002 contre le pays de Galles       | le 5 juillet 2008 contre l'Australie                         | 18     | 13     |
| 626 | Daan Human              | le 8 juin 2002 contre le pays de Galles       | le 6 juillet 2002 contre les Samoa                           | 4      | 0      |
| 627 | Ricardo Loubscher       | le 8 juin 2002 contre le pays de Galles       | le 24 octobre 2003 contre la Géorgie                         | 4      | 0      |
| 628 | Andre Pretorius         | le 8 juin 2002 contre le pays de Galles       | le 24 novembre 2007 contre le pays de Galles                 | 31     | 171    |
| 629 | Faan Rautenbach         | le 8 juin 2002 contre le pays de Galles       | le 24 juillet 2004 contre la Nouvelle-Zélande                | 14     | 5      |
| 630 | Brent Russell           | le 8 juin 2002 contre le pays de Galles       | le 24 juin 2006 contre la France                             | 23     | 40     |
| 631 | Quinton Davids          | le 15 juin 2002 contre le pays de Galles      | le 24 juillet 2004 contre la Nouvelle-Zélande                | 9      | 0      |
| 632 | Craig Davidson          | le 15 juin 2002 contre le pays de Galles      | le 9 août 2003 contre l'Australie                            | 5      | 10     |
| 633 | Hottie Louw             | le 15 juin 2002 contre le pays de Galles      | le 6 juillet 2002 contre les Samoa                           | 3      | 0      |
| 634 | Werner Greeff           | le 29 juin 2002 contre l'Argentine            | le 24 octobre 2003 contre la Géorgie                         | 11     | 31     |
| 635 | Danie Coetzee           | le 6 juillet 2002 contre les Samoa            | le 15 juillet 2006 contre l'Australie                        | 15     | 5      |
| 636 | Delarey du Preez        | le 6 juillet 2002 contre les Samoa            | le 27 juillet 2002 contre l'Australie                        | 2      | 5      |
| 637 | Shaun Sowerby           | le 6 juillet 2002 contre les Samoa            | le 6 juillet 2002 contre les Samoa                           | 1      | 0      |
| 638 | Hendro Scholtz          | le 27 juillet 2002 contre l'Australie         | le 24 octobre 2003 contre la Géorgie                         | 5      | 5      |
| 639 | Bakkies Botha           | le 9 novembre 2002 contre la France           | le 29 novembre 2014 contre le pays de Galles                 | 85     | 35     |
| 640 | Jean de Villiers        | le 9 novembre 2002 contre la France           | le 26 septembre 2015 contre les Samoa                        | 109    | 135    |
| 641 | Wessel Roux             | le 9 novembre 2002 contre la France           | le 23 novembre 2002 contre l'Angleterre                      | 3      | 0      |
| 642 | Pedrie Wannenburg       | le 9 novembre 2002 contre la France           | le 14 juillet 2007 contre la Nouvelle-Zélande                | 20     | 15     |
| 643 | Marco Wentzel           | le 9 novembre 2002 contre la France           | le 16 novembre 2002 contre l'Écosse                          | 2      | 0      |
| 644 | Deon Carstens           | le 16 novembre 2002 contre l'Écosse           | le 4 juillet 2009 contre les Lions britanniques et irlandais | 9      | 0      |
| 645 | Friedrich Lombard       | le 16 novembre 2002 contre l'Écosse           | le 23 novembre 2002 contre l'Angleterre                      | 2      | 0      |
| 646 | Pierre Uys              | le 16 novembre 2002 contre l'Écosse           | le 16 novembre 2002 contre l'Écosse                          | 1      | 0      |
| 647 | CJ van der Linde        | le 16 novembre 2002 contre l'Écosse           | le 17 novembre 2012 contre l'Écosse                          | 75     | 20     |
| 648 | Norman Jordaan          | le 23 novembre 2002 contre l'Angleterre       | le 23 novembre 2002 contre l'Angleterre                      | 1      | 0      |
| 649 | Richard Bands           | le 7 juin 2003 contre l'Écosse                | le 8 novembre 2003 contre la Nouvelle-Zélande                | 11     | 10     |
| 650 | Hendrik Gerber          | le 7 juin 2003 contre l'Écosse                | le 14 juin 2003 contre l'Écosse                              | 2      | 0      |
| 651 | Wikus van Heerden       | le 7 juin 2003 contre l'Écosse                | le 20 octobre 2007 contre l'Angleterre                       | 14     | 5      |
| 652 | Ashwin Willemse         | le 7 juin 2003 contre l'Écosse                | le 22 septembre 2007 contre les Tonga                        | 19     | 20     |
| 653 | Juan Smith              | le 7 juin 2003 contre l'Écosse                | le 29 novembre 2014 contre le pays de Galles                 | 70     | 60     |
| 654 | Gcobani Bobo            | le 14 juin 2003 contre l'Écosse               | le 21 juin 2008 contre l'Italie                              | 6      | 0      |
| 655 | Dale Santon             | le 12 juillet 2003 contre l'Australie         | le 24 octobre 2003 contre la Géorgie                         | 4      | 0      |
| 656 | Jorrie Muller           | le 2 août 2003 contre l'Australie             | le 8 novembre 2003 contre la Nouvelle-Zélande                | 6      | 5      |
| 657 | Geo Cronjé              | le 9 août 2003 contre la Nouvelle-Zélande     | le 26 juin 2004 contre le pays de Galles                     | 3      | 0      |
| 658 | Christo Bezuidenhout    | le 9 août 2003 contre la Nouvelle-Zélande     | le 8 novembre 2003 contre la Nouvelle-Zélande                | 4      | 0      |
| 659 | Jaque Fourie            | le 11 octobre 2003 contre l'Uruguay           | le 9 octobre 2011 contre l'Australie                         | 69     | 160    |
| 660 | Danie Rossouw           | le 11 octobre 2003 contre l'Uruguay           | le 9 octobre 2011 contre l'Australie                         | 63     | 50     |
| 661 | Derick Hougaard         | le 11 octobre 2003 contre l'Uruguay           | le 14 juillet 2007 contre la Nouvelle-Zélande                | 8      | 69     |
| 662 | Schalk Burger           | le 24 octobre 2003 contre la Géorgie          | le 30 octobre 2015 contre l'Argentine                        | 86     | 80     |
| 663 | Eddie Andrews           | le 12 juin 2004 contre l'Irlande              | le 14 juillet 2007 contre la Nouvelle-Zélande                | 23     | 0      |
| 664 | Jacques Cronjé          | le 12 juin 2004 contre l'Irlande              | le 15 août 2007 contre la Namibie                            | 32     | 20     |
| 665 | Fourie du Preez         | le 12 juin 2004 contre l'Irlande              | le 24 octobre 2015 contre la Nouvelle-Zélande                | 76     | 80     |
| 666 | Henno Mentz             | le 12 juin 2004 contre l'Irlande              | le 26 juin 2004 contre le pays de Galles                     | 2      | 0      |
| 667 | Gerrie Britz            | le 12 juin 2004 contre l'Irlande              | le 14 juillet 2007 contre la Nouvelle-Zélande                | 13     | 0      |
| 668 | Hanyani Shimange        | le 26 juin 2004 contre le pays de Galles      | le 10 juin 2006 contre l'Écosse                              | 9      | 0      |
| 669 | Michael Claassens       | le 6 novembre 2004 contre le pays de Galles   | le 14 juillet 2007 contre la Nouvelle-Zélande                | 8      | 0      |
| 670 | Tim Dlulane             | le 6 novembre 2004 contre le pays de Galles   | le 6 novembre 2004 contre le pays de Galles                  | 1      | 0      |
| 671 | Bryan Habana            | le 20 novembre 2004 contre l'Angleterre       | le 19 novembre 2016 contre l'Italie                          | 124    | 335    |
| 672 | Gurthro Steenkamp       | le 27 novembre 2004 contre l'Écosse           | le 29 novembre 2014 contre le pays de Galles                 | 53     | 30     |
| 673 | Solly Tyibilika         | le 27 novembre 2004 contre l'Écosse           | le 26 août 2006 contre la Nouvelle-Zélande                   | 8      | 15     |
| 674 | Tonderai Chavhanga      | le 11 juin 2005 contre l'Uruguay              | le 14 juillet 2008 contre le pays de Galles                  | 4      | 30     |
| 675 | Enrico Januarie         | le 11 juin 2005 contre l'Uruguay              | le 21 août 2010 contre la Nouvelle-Zélande                   | 47     | 25     |
| 676 | Gary Botha              | le 30 juillet 2005 contre l'Australie         | le 22 septembre 2007 contre les Tonga                        | 12     | 0      |
| 677 | Meyer Bosman            | le 19 novembre 2005 contre le pays de Galles  | le 15 juillet 2006 contre l'Australie                        | 3      | 7      |
| 678 | Johann Muller           | le 10 juin 2006 contre l'Écosse               | le 11 septembre 2011 contre le pays de Galles                | 24     | 0      |
| 679 | Wynand Olivier          | le 10 juin 2006 contre l'Écosse               | le 28 juin 2014 contre l'Ecosse                              | 38     | 5      |
| 680 | Akona Ndungane          | le 15 juillet 2006 contre l'Australie         | le 24 novembre 2007 contre le pays de Galles                 | 11     | 5      |
| 681 | Pierre Spies            | le 15 juillet 2006 contre l'Australie         | le 23 novembre 2013 contre la France                         | 53     | 35     |
| 682 | BJ Botha                | le 26 août 2006 contre la Nouvelle-Zélande    | le 24 juillet 2010 contre l'Australie                        | 25     | 5      |
| 683 | Ruan Pienaar            | le 26 août 2006 contre la Nouvelle-Zélande    | le 30 octobre 2015 contre l'Argentine                        | 88     | 135    |
| 684 | Chiliboy Ralepelle      | le 26 août 2006 contre la Nouvelle-Zélande    | le 23 juin 2018 contre l'Angleterre                          | 25     | 5      |
| 685 | JP Pietersen            | le 9 septembre 2006 contre l'Australie        | le 12 novembre 2016 contre l'Angleterre                      | 70     | 120    |
| 686 | Bevin Fortuin           | le 11 novembre 2006 contre l'Irlande          | le 7 juillet 2007 contre l'Australie                         | 2      | 0      |
| 687 | Jaco Pretorius          | le 11 novembre 2006 contre l'Irlande          | le 14 juillet 2007 contre la Nouvelle-Zélande                | 2      | 0      |
| 688 | Francois Steyn          | le 11 novembre 2006 contre l'Irlande          | le 24 septembre 2022 contre l'Argentine                      | 78     | 165    |
| 689 | Hilton Lobberts         | le 18 novembre 2006 contre l'Angleterre       | le 14 juillet 2007 contre la Nouvelle-Zélande                | 2      | 0      |
| 690 | Kabamba Floors          | le 25 novembre 2006 contre l'Angleterre       | le 25 novembre 2006 contre l'Angleterre                      | 1      | 0      |
| 691 | Waylon Murray           | le 9 juin 2007 contre les Samoa               | le 14 juillet 2007 contre la Nouvelle-Zélande                | 3      | 0      |
| 692 | Luke Watson             | le 9 juin 2007 contre les Samoa               | le 30 août 2008 contre l'Australie                           | 10     | 0      |
| 693 | Jannie du Plessis       | le 7 juillet 2007 contre l'Australie          | le 24 octobre 2015 contre la Nouvelle-Zélande                | 69     | 5      |
| 694 | Bismarck du Plessis     | le 7 juillet 2007 contre l'Australie          | le 30 octobre 2015 contre l'Argentine                        | 79     | 55     |
| 695 | Peter Grant             | le 7 juillet 2007 contre l'Australie          | le 19 juillet 2008 contre l'Australie                        | 5      | 0      |
| 696 | Ryan Kankowski          | le 24 novembre 2007 contre le pays de Galles  | le 23 juin 2012 contre l'Angleterre                          | 20     | 5      |
| 697 | Heinke van der Merwe    | le 24 novembre 2007 contre le pays de Galles  | le 18 juillet 2015 contre l'Australie                        | 5      | 0      |
| 698 | Andries Bekker          | le 7 juin 2008 contre le pays de Galles       | le 6 octobre 2012 contre la Nouvelle-Zélande                 | 29     | 5      |
| 699 | Brian Mujati            | le 7 juin 2008 contre le pays de Galles       | le 22 novembre 2008 contre l'Angleterre                      | 12     | 0      |
| 700 | Tendai Mtawarira        | le 14 juin 2008 contre le pays de Galles      | le 2 novembre 2019 contre l'Angleterre                       | 117    | 10     |

## 701 à 800

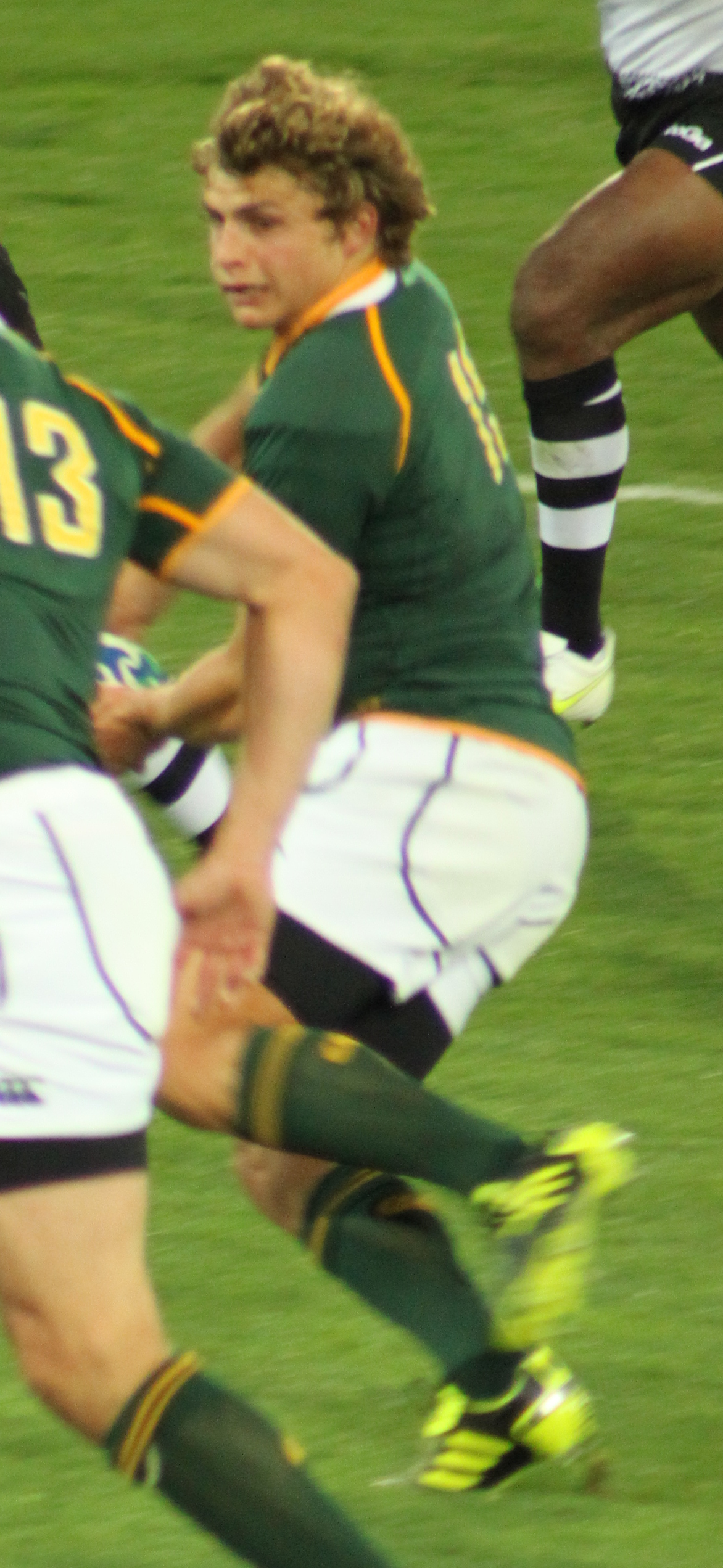
Patric Lambie

| Sommaire                                                                                         |
| ------------------------------------------------------------------------------------------------ |
| Haut • 1 à 100 • 101 à 200 • 201 à 300 • 301 à 400 • 401 à 500 501 à 600 • 601 à 700 • 701 à 800 |

| No  | Nom                      | Première sélection                                           | Dernière sélection                                           | Matchs | Points |
| --- | ------------------------ | ------------------------------------------------------------ | ------------------------------------------------------------ | ------ | ------ |
| 701 | Odwa Ndungane            | le 21 juin 2008 contre l'Italie                              | le 17 septembre 2011 contre les Fidji                        | 9      | 10     |
| 702 | Schalk Brits             | le 21 juin 2008 contre l'Italie                              | le 8 octobre 2019 contre le Canada                           | 15     | 15     |
| 703 | Adriaan Strauss          | le 19 juillet 2008 contre l'Australie                        | le 26 novembre 2016 contre le pays de Galles                 | 66     | 30     |
| 704 | Jongi Nokwe              | le 9 août 2008 contre l'Argentine                            | le 4 juillet 2009 contre les Lions britanniques et irlandais | 4      | 25     |
| 705 | Heinrich Brussow         | le 22 novembre 2008 contre l'Angleterre                      | le 15 août 2015 contre l'Argentine                           | 23     | 5      |
| 706 | Morné Steyn              | le 20 juin 2009 contre les Lions britanniques et irlandais   | le 14 août 2021 contre l'Argentine                           | 66     | 736    |
| 707 | Zane Kirchner            | le 4 juillet 2009 contre les Lions britanniques et irlandais | le 19 septembre 2015 contre le Japon                         | 31     | 25     |
| 708 | Wian du Preez            | le 21 novembre 2009 contre l'Italie                          | le 21 novembre 2009 contre l'Italie                          | 1      | 0      |
| 709 | Jean Deysel              | le 21 novembre 2009 contre l'Italie                          | le 13 août 2011 contre l'Australie                           | 4      | 0      |
| 710 | Francois Hougaard        | le 21 novembre 2009 contre l'Italie                          | le 16 septembre 2017 contre la Nouvelle-Zélande              | 46     | 25     |
| 711 | Dewald Potgieter         | le 28 novembre 2009 contre l'Irlande                         | le 24 juillet 2010 contre l'Australie                        | 6      | 5      |
| 712 | Gio Aplon                | le 5 juin 2010 contre le Pays de Galles                      | le 23 juillet 2012 contre l'Angleterre                       | 17     | 25     |
| 713 | Juan de Jongh            | le 5 juin 2010 contre le pays de Galles                      | le 8 octobre 2016 contre la Nouvelle-Zélande                 | 19     | 15     |
| 714 | Francois Louw            | le 5 juin 2010 contre le pays de Galles                      | le 2 novembre 2019 contre l'Angleterre                       | 75     | 45     |
| 715 | Bjorn Basson             | le 5 juin 2010 contre le pays de Galles                      | le 24 août 2013 contre l'Argentine                           | 11     | 15     |
| 716 | Alistair Hargreaves      | le 5 juin 2010 contre le pays de Galles                      | le 30 juillet 2011 contre la Nouvelle-Zélande                | 4      | 0      |
| 717 | Flip van der Merwe       | le 12 juin 2010 contre la France                             | le 15 août 2015 contre l'Argentine                           | 36     | 5      |
| 718 | Bandise Maku             | le 19 juin 2010 contre l'Italie                              | le 19 juin 2010 contre l'Italie                              | 1      | 0      |
| 719 | Deon Stegmann            | le 6 novembre 2010 contre l'Irlande                          | le 30 juillet 2011 contre la Nouvelle-Zélande                | 6      | 0      |
| 720 | Keegan Daniel            | le 6 novembre 2010 contre l'Irlande                          | le 25 août 2012 contre l'Argentine                           | 5      | 0      |
| 721 | Patrick Lambie           | le 6 novembre 2010 contre l'Irlande                          | le 26 novembre 2016 contre le pays de Galles                 | 56     | 153    |
| 722 | Willem Alberts           | le 13 novembre 2010 contre le pays de Galles                 | le 19 novembre 2016 contre l'Italie                          | 43     | 35     |
| 723 | Lwazi Mvovo              | le 20 novembre 2010 contre l'Écosse                          | le 18 juin 2016 contre l'Irlande                             | 17     | 30     |
| 724 | Dean Greyling            | le 23 juillet 2011 contre l'Australie                        | le 15 septembre 2012 contre la Nouvelle-Zélande              | 3      | 0      |
| 725 | Ashley Johnson           | le 23 juillet 2011 contre l'Australie                        | le 20 août 2011 contre la Nouvelle-Zélande                   | 3      | 0      |
| 726 | Werner Kruger            | le 23 juillet 2011 contre l'Australie                        | le 23 juin 2012 contre l'Angleterre                          | 4      | 0      |
| 727 | Gerhard Mostert          | le 30 juillet 2011 contre la Nouvelle-Zélande                | le 13 août 2011 contre l'Australie                           | 2      | 0      |
| 728 | Charl McLeod             | le 30 juillet 2011 contre la Nouvelle-Zélande                | le 30 juillet 2011 contre la Nouvelle-Zélande                | 1      | 0      |
| 729 | Marcell Coetzee          | le 9 juin 2012 contre l'Angleterre                           | le 9 juillet 2022 contre le pays de Galles                   | 31     | 30     |
| 730 | Eben Etzebeth            | le 9 juin 2012 contre l'Angleterre                           | le 19 juillet 2025 contre la Géorgie                         | 130    | 35     |
| 731 | Juandré Kruger           | le 9 juin 2012 contre l'Angleterre                           | le 23 novembre 2013 contre la France                         | 17     | 0      |
| 732 | Coenie Oosthuizen        | le 9 juin 2012 contre l'Angleterre                           | le 11 novembre 2017 contre l'Irlande                         | 30     | 20     |
| 733 | Jacques Potgieter        | le 23 juin 2012 contre l'Angleterre                          | le 25 août contre l'Argentine                                | 3      | 0      |
| 734 | Patric Cilliers          | le 18 août 2012 contre l'Argentine                           | le 24 novembre 2012 contre l'Angleterre                      | 6      | 0      |
| 735 | JJ Engelbrecht           | le 18 août 2012 contre l'Argentine                           | le 17 novembre 2013 contre l'Écosse                          | 12     | 20     |
| 736 | Tiaan Liebenberg         | le 25 août 2012 contre l'Argentine                           | le 6 octobre 2012 contre la Nouvelle-Zélande                 | 5      | 0      |
| 737 | Duane Vermeulen          | le 8 septembre 2012 contre l'Australie                       | le 28 octobre 2023 contre la Nouvelle-Zélande                | 76     | 15     |
| 738 | Johan Goosen             | le 8 septembre 2012 contre l'Australie                       | le 26 novembre 2016 contre le pays de Galles                 | 12     | 23     |
| 739 | Jaco Taute               | le 29 septembre 2012 contre l'Australie                      | le 10 novembre 2012 contre l'Irlande                         | 3      | 0      |
| 740 | Elton Jantjies           | le 29 septembre 2012 contre l'Australie                      | le 27 août 2022 contre l'Australie                           | 46     | 324    |
| 741 | Arno Botha               | le 8 juin 2013 contre l'Italie                               | le 15 juin 2013 contre l'Écosse                              | 2      | 0      |
| 742 | Willie le Roux           | le 8 juin 2013 contre l'Italie                               | le 12 juillet 2025 contre l'Italie                           | 97     | 75     |
| 743 | Jano Vermaak             | le 8 juin 2013 contre l'Italie                               | le 14 septembre 2013 contre la Nouvelle-Zélande              | 3      | 0      |
| 744 | Trevor Nyakane           | le 8 juin 2013 contre l'Italie                               | le 20 juillet 2024 contre le Portugal                        | 63     | 5      |
| 745 | Jan Serfontein           | le 8 juin 2013 contre l'Italie                               | le 7 octobre 2017 contre la Nouvelle-Zélande                 | 35     | 25     |
| 746 | Siya Kolisi              | le 15 juin 2013 contre l'Écosse                              | le 19 juillet 2025 contre la Géorgie                         | 89     | 60     |
| 747 | Piet van Zyl             | le 15 juin 2013 contre l'Écosse                              | le 26 novembre 2016 contre le pays de Galles                 | 3      | 0      |
| 748 | Franco van der Merwe     | le 5 octobre 2013 contre la Nouvelle-Zélande                 | le 5 octobre 2013 contre la Nouvelle-Zélande                 | 1      | 0      |
| 749 | Frans Malherbe           | le 9 novembre 2013 contre le pays de Galles                  | le 28 septembre 2024 contre l'Argentine                      | 73     | 5      |
| 750 | Pieter-Steph du Toit     | le 9 novembre 2013 contre le pays de Galles                  | le 19 juillet 2025 contre la Géorgie                         | 86     | 50     |
| 751 | Lourens Adriaanse        | le 23 novembre 2013 contre la France                         | le 26 novembre 2016 contre le pays de Galles                 | 6      | 0      |
| 752 | Cornal Hendricks         | le 14 juin 2014 contre le pays de Galles                     | le 25 juillet 2015 contre la Nouvelle-Zélande                | 12     | 25     |
| 753 | Lodewyk de Jager         | le 14 juin 2014 contre le pays de Galles                     | le 5 juillet 2025 contre l'Italie                            | 64     | 25     |
| 754 | Handré Pollard           | le 28 juin 2014 contre l'Écosse                              | le 19 juillet 2025 contre la Géorgie                         | 80     | 757    |
| 755 | Marnitz Boshoff          | le 28 juin 2014 contre l'Écosse                              | le 28 juin 2014 contre l'Ecosse                              | 1      | 2      |
| 756 | Stephan Lewies           | le 28 juin 2014 contre l'Écosse                              | le 28 juin 2014 contre l'Ecosse                              | 1      | 0      |
| 757 | Oupa Mohojé              | le 28 juin 2014 contre l'Écosse                              | le 2 juin 2018 contre le pays de Galles                      | 19     | 0      |
| 758 | Marcel van der Merwe     | le 28 juin 2014 contre l'Écosse                              | le 15 août 2015 contre l'Argentine                           | 7      | 0      |
| 759 | Damian de Allende        | le 16 août 2014 contre l'Argentine                           | le 19 juillet 2025 contre la Géorgie                         | 86     | 50     |
| 760 | Warren Whiteley          | le 6 septembre 2014 contre l'Australie                       | le 10 novembre 2018 contre la France                         | 23     | 10     |
| 761 | Cobus Reinach            | le 27 septembre 2014 contre l'Australie                      | le 12 juillet 2025 contre l'Italie                           | 39     | 74     |
| 762 | Nizaam Carr              | le 22 novembre 2014 contre l'Italie                          | le 26 novembre 2016 contre le pays de Galles                 | 5      | 0      |
| 763 | Julian Redelinghuys      | le 22 novembre 2014 contre l'Italie                          | le 8 octobre 2016 contre la Nouvelle-Zélande                 | 8      | 0      |
| 764 | Jesse Kriel              | le 18 juillet 2015 contre l'Australie                        | le 5 juillet 2025 contre l'Italie                            | 80     | 95     |
| 765 | Lionel Mapoe             | le 25 juillet 2015 contre la Nouvelle-Zélande                | le 25 août 2018 contre l'Argentine                           | 14     | 10     |
| 766 | Vincent Koch             | le 8 août 2015 contre l'Argentine                            | le 19 juillet 2025 contre la Géorgie                         | 60     | 5      |
| 767 | Rudy Paige               | le 7 octobre 2015 contre les Etats-Unis                      | le 25 novembre 2017 contre l'Italie                          | 13     | 5      |
| 768 | Faf de Klerk             | le 11 juin 2016 contre l'Irlande                             | le 19 juillet 2025 contre la Géorgie                         | 57     | 50     |
| 769 | Ruan Combrinck           | le 18 juin 2016 contre l'Irlande                             | le 26 novembre 2016 contre le pays de Galles                 | 7      | 15     |
| 770 | Franco Mostert           | le 18 juin 2016 contre l'Irlande                             | le 5 juillet 2025 contre l'Italie                            | 76     | 20     |
| 771 | Steven Kitshoff          | le 25 juin 2016 contre l'Irlande                             | le 28 octobre 2023 contre la Nouvelle-Zélande                | 80     | 10     |
| 772 | Jaco Kriel               | le 20 août 2016 contre l'Argentine                           | le 9 septembre 2017 contre l'Australie                       | 10     | 0      |
| 773 | Bongi Mbonambi           | le 25 juin 2016 contre l'Irlande                             | le 19 juillet 2025 contre la Géorgie                         | 76     | 65     |
| 774 | Malcolm Marx             | le 17 septembre 2016 contre la Nouvelle-Zélande              | le 12 juillet 2025 contre l'Italie                           | 75     | 110    |
| 775 | Francois Venter          | le 12 novembre 2016 contre l'Angleterre                      | le 2 décembre 2017 contre le pays de Galles                  | 7      | 5      |
| 776 | Uzair Cassiem            | le 26 novembre 2016 contre le pays de Galles                 | le 2 décembre 2017 contre le pays de Galles                  | 8      | 5      |
| 777 | Rohan Janse van Rensburg | le 26 novembre 2016 contre le pays de Galles                 | le 26 novembre 2016 contre le pays de Galles                 | 1      | 0      |
| 778 | Jamba Ulengo             | le 26 novembre 2016 contre le pays de Galles                 | le 26 novembre 2016 contre le pays de Galles                 | 1      | 0      |
| 779 | Jean-Luc du Preez        | le 26 novembre 2016 contre le pays de Galles                 | le 5 août 2023 contre l'Argentine                            | 14     | 10     |
| 780 | Andries Coetzee          | le 10 juin 2017 contre la France                             | le 2 décembre 2017 contre le pays de Galles                  | 13     | 2      |
| 781 | Ross Cronjé              | le 10 juin 2017 contre la France                             | le 2 décembre 2017 contre le pays de Galles                  | 10     | 10     |
| 782 | Raymond Rhule            | le 10 juin 2017 contre la France                             | le 16 septembre 2017 contre la Nouvelle-Zélande              | 7      | 5      |
| 783 | Courtnall Skosan         | le 10 juin 2017 contre la France                             | le 25 novembre 2017 contre l'Italie                          | 12     | 10     |
| 784 | Dillyn Leyds             | le 10 juin 2017 contre la France                             | le 17 août 2019 contre l'Argentine                           | 10     | 5      |
| 785 | Ruan Dreyer              | le 24 juin 2017 contre la France                             | le 7 octobre 2017 contre la Nouvelle-Zélande                 | 4      | 5      |
| 786 | Curwin Bosch             | le 19 août 2017 contre l'Argentine                           | le 2 juin 2018 contre le pays de Galles                      | 2      | 0      |
| 787 | Wilco Louw               | le 7 octobre 2017 contre la Nouvelle-Zélande                 | le 12 juillet 2025 contre l'Italie                           | 18     | 0      |
| 788 | Daniel du Preez          | le 18 novembre 2017 contre la France                         | le 21 août 2021 contre l'Argentine                           | 6      | 0      |
| 789 | Warrick Gelant           | le 25 novembre 2017 contre l'Italie                          | le 27 août 2022 contre l'Australie                           | 11     | 15     |
| 790 | Lukhanyo Am              | le 2 décembre 2017 contre le pays de Galles                  | le 16 novembre 2024 contre l'Angleterre                      | 39     | 30     |
| 791 | Louis Schreuder          | le 2 décembre 2017 contre le pays de Galles                  | le 2 décembre 2017 contre le pays de Galles                  | 1      | 0      |
| 792 | André Esterhuizen        | le 2 juin 2018 contre le pays de Galles                      | le 12 juillet 2025 contre l'Italie                           | 20     | 0      |
| 793 | Travis Ismaiel           | le 2 juin 2018 contre le pays de Galles                      | le 2 juin 2018 contre le pays de Galles                      | 1      | 5      |
| 794 | Jason Jenkins            | le 2 juin 2018 contre le pays de Galles                      | le 2 juin 2018 contre le pays de Galles                      | 1      | 0      |
| 795 | Makazole Mapimpi         | le 2 juin 2018 contre le pays de Galles                      | le 12 juillet 2025 contre l'Italie                           | 44     | 155    |
| 796 | Ox Nché                  | le 2 juin 2018 contre le pays de Galles                      | le 12 juillet 2025 contre l'Italie                           | 40     | 0      |
| 797 | Kwagga Smith             | le 2 juin 2018 contre le pays de Galles                      | le 19 juillet 2025 contre la Géorgie                         | 49     | 40     |
| 798 | Ivan van Zyl             | le 2 juin 2018 contre le pays de Galles                      | le 24 novembre 2018 contre le pays de Galles                 | 6      | 0      |
| 799 | Robert du Preez          | le 2 juin 2018 contre le pays de Galles                      | le 2 juin 2018 contre le pays de Galles                      | 1      | 3      |
| 800 | Thomas du Toit           | le 2 juin 2018 contre le pays de Galles                      | le 19 juillet 2025 contre la Géorgie                         | 25     | 5      |

## 801 à 900
| Sommaire |
| --- |
| Haut • 1 à 100 • 101 à 200 • 201 à 300 • 301 à 400 • 401 à 500 501 à 600 • 601 à 700 • 701 à 800 • 801 à 900 |

| No  | Nom                     | Première sélection                           | Dernière sélection                            | Matchs | Points |
| --- | ----------------------- | -------------------------------------------- | --------------------------------------------- | ------ | ------ |
| 801 | Sikhumbuzo Notshe       | le 2 juin 2018 contre le pays de Galles      | le 6 octobre 2018 contre la Nouvelle-Zélande  | 6      | 0      |
| 802 | Marvin Orie             | le 2 juin 2018 contre le pays de Galles      | le 1er octobre 2023 contre les Tonga          | 16     | 0      |
| 803 | Embrose Papier          | le 2 juin 2018 contre le pays de Galles      | le 24 novembre 2018 contre le pays de Galles  | 7      | 0      |
| 804 | Akker van der Merwe     | le 2 juin 2018 contre le pays de Galles      | le 16 juin 2018 contre l'Angleterre           | 3      | 0      |
| 805 | S'busiso Nkosi          | le 9 juin 2018 contre l'Angleterre           | le 2 octobre 2021 contre la Nouvelle-Zélande  | 16     | 45     |
| 806 | Aphiwe Dyantyi          | le 9 juin 2018 contre l'Angleterre           | le 24 novembre 2018 contre le pays de Galles  | 13     | 30     |
| 807 | RG Snyman               | le 9 juin 2018 contre l'Angleterre           | le 19 juillet 2025 contre la Géorgie          | 42     | 10     |
| 808 | Marco van Staden        | le 18 août 2018 contre l'Argentine           | le 12 juillet 2025 contre l'Italie            | 25     | 10     |
| 809 | Damian Willemse         | le 18 août 2018 contre l'Argentine           | le 19 juillet 2025 contre la Géorgie          | 38     | 61     |
| 810 | Cheslin Kolbe           | le 9 septembre 2018 contre l'Australie       | le 5 juillet 2025 contre l'Italie             | 38     | 106    |
| 811 | Rynhardt Elstadt        | le 20 juillet 2019 contre l'Australie        | le 9 juillet 2022 contre le pays de Galles    | 3      | 0      |
| 812 | Herschel Jantjies       | le 20 juillet 2019 contre l'Australie        | le 5 août 2023 contre l'Argentine             | 21     | 25     |
| 813 | Lizo Gqoboka            | le 20 juillet 2019 contre l'Australie        | le 17 août 2019 contre l'Argentine            | 2      | 0      |
| 814 | Siyabonga Ntubeni       | le 17 août 2019 contre l'Argentine           | le 17 août 2019 contre l'Argentine            | 1      | 0      |
| 815 | Roscko Speckman         | le 2 juillet 2021 contre la Géorgie          | le 2 juillet 2021 contre la Géorgie           | 1      | 0      |
| 816 | Aphelele Fassi          | le 2 juillet 2021 contre la Géorgie          | le 19 juillet 2025 contre la Géorgie          | 12     | 35     |
| 817 | Jasper Wiese            | le 2 juillet 2021 contre la Géorgie          | le 12 juillet 2025 contre l'Italie            | 34     | 10     |
| 818 | Jaden Hendrikse         | le 14 août 2021 contre l'Argentine           | le 23 novembre 2024 contre le pays de Galles  | 20     | 17     |
| 819 | Joseph Dweba            | le 14 août 2021 contre l'Argentine           | le 5 août 2023 contre l'Argentine             | 6      | 0      |
| 820 | Nico Janse van Rensburg | le 21 août 2021 contre l'Argentine           | le 21 août 2021 contre l'Argentine            | 1      | 0      |
| 821 | Salmaan Moerat          | le 2 juillet 2022 contre le pays de Galles   | le 12 juillet 2025 contre l'Italie            | 11     | 0      |
| 822 | Elrigh Louw             | le 2 juillet 2022 contre le pays de Galles   | le 23 novembre 2024 contre le pays de Galles  | 13     | 5      |
| 823 | Kurt-Lee Arendse        | le 9 juillet 2022 contre le pays de Galles   | le 19 juillet 2025 contre la Géorgie          | 26     | 100    |
| 824 | Evan Roos               | le 9 juillet 2022 contre le pays de Galles   | le 12 juillet 2025 contre l'Italie            | 8      | 0      |
| 825 | Ntuthuko Mchunu         | le 9 juillet 2022 contre le pays de Galles   | le 20 juillet 2024 contre le Portugal         | 3      | 0      |
| 826 | Ruan Nortjé             | le 9 juillet 2022 contre le pays de Galles   | le 19 juillet 2025 contre la Géorgie          | 8      | 0      |
| 827 | Deon Fourie             | le 9 juillet 2022 contre le pays de Galles   | le 28 octobre 2023 contre la Nouvelle-Zélande | 13     | 5      |
| 828 | Grant Williams          | le 9 juillet 2022 contre le pays de Galles   | le 19 juillet 2025 contre la Géorgie          | 19     | 25     |
| 829 | Canan Moodie            | le 3 septembre 2022 contre l'Australie       | le 19 juillet 2025 contre la Géorgie          | 14     | 35     |
| 830 | Manie Libbok            | le 12 novembre 2022 contre la France         | le 12 juillet 2025 contre l'Italie            | 19     | 108    |
| 831 | Jean Kleyn              | le 8 juillet 2023 contre l'Australie         | le 28 octobre 2023 contre la Nouvelle-Zélande | 7      | 0      |
| 832 | Gerhard Steenekamp      | le 5 août 2023 contre l'Argentine            | le 23 novembre 2024 contre le pays de Galles  | 11     | 5      |
| 833 | Edwill van der Merwe    | le 21 juin 2024 contre le pays de Galles     | le 19 juillet 2025 contre la Géorgie          | 3      | 25     |
| 834 | Jordan Hendrikse        | le 21 juin 2024 contre le pays de Galles     | le 23 novembre 2024 contre le pays de Galles  | 2      | 22     |
| 835 | Ben-Jason Dixon         | le 21 juin 2024 contre le pays de Galles     | le 21 septembre 2024 contre l'Argentine       | 5      | 5      |
| 836 | Sacha Mngomezulu        | le 21 juin 2024 contre le pays de Galles     | le 19 juillet 2025 contre la Géorgie          | 10     | 55     |
| 837 | Jan-Hendrik Wessels     | le 20 juillet 2024 contre le Portugal        | le 12 juillet 2025 contre l'Italie            | 5      | 10     |
| 838 | Johan Grobbelaar        | le 20 juillet 2024 contre le Portugal        | le 23 novembre 2024 contre le pays de Galles  | 3      | 0      |
| 839 | Phepsi Buthelezi        | le 20 juillet 2024 contre le Portugal        | le 20 juillet 2024 contre le Portugal         | 1      | 5      |
| 840 | Morné van den Berg      | le 20 juillet 2024 contre le Portugal        | le 5 juillet 2025 contre l'Italie             | 3      | 10     |
| 841 | Andre-Hugo Venter       | le 20 juillet 2024 contre le Portugal        | le 20 juillet 2024 contre le Portugal         | 1      | 0      |
| 842 | Ruan Venter             | le 20 juillet 2024 contre le Portugal        | le 20 juillet 2024 contre le Portugal         | 1      | 0      |
| 843 | Quan Horn               | le 20 juillet 2024 contre le Portugal        | le 20 juillet 2024 contre le Portugal         | 1      | 5      |
| 844 | Cameron Hanekom         | le 23 novembre 2024 contre le pays de Galles | le 23 novembre 2024 contre le pays de Galles  | 1      | 0      |
| 845 | Vincent Tshituka        | le 5 juillet 2025 contre l'Italie            | le 5 juillet 2025 contre l'Italie             | 1      | 0      |
| 846 | Asenathi Ntlabakanye    | le 12 juillet 2025 contre l'Italie           | le 12 juillet 2025 contre l'Italie            | 1      | 0      |
| 847 | Cobus Wiese             | le 12 juillet 2025 contre l'Italie           | le 19 juillet 2025 contre la Géorgie          | 2      | 0      |
| 848 | Ethan Hooker            | le 12 juillet 2025 contre l'Italie           | le 12 juillet 2025 contre l'Italie            | 1      | 0      |
| 849 | Boan Venter             | le 19 juillet 2025 contre la Géorgie         | le 19 juillet 2025 contre la Géorgie          | 1      | 5      |
| 850 | Marnus van der Merwe    | le 19 juillet 2025 contre la Géorgie         | le 19 juillet 2025 contre la Géorgie          | 1      | 5      |
| 851 | Neethling Fouché        | le 19 juillet 2025 contre la Géorgie         | le 19 juillet 2025 contre la Géorgie          | 1      | 0      |